# 昆明长水国际机场
昆明长水国际机场是中国云南省昆明市的主要民用机场，於2012年6月28日8時起開始營運，定位为中国面向东南亚、南亚和连接欧亚的国家门户枢纽机场。在昆明一般也称为新机场，区分于被称为旧机场的巫家坝机场。
长水机场场址位于官渡区大板桥街道长水村与花箐村，在昆明市东北方向，距市中心直线距离约24.5公里，海拔2102米。项目总投资230余亿元，近期规划为满足2020年旅客吞吐量3800万人次、货邮吞吐量95万吨、飞机起降30.3万架次的需求建设。远期规划控制用地约22.97平方公里。现有两条平行跑道：东跑道长4500米，宽60米，可满足空客A380客机的起降；西跑道长4000米，宽45米。机场飞行区等级为按照4F标准规划设计。
昆明长水国际机场2019年旅客吞吐量已达到4807.6万人次，2024年旅客吞吐量为4717.83万人次，位居中国大陆机场第十位。

## 历史

### 建设背景
建于1922年的昆明巫家坝国际机场为昆明先前使用的机场，历经三次改扩建，航站楼设计容量800万人次。但仅2008年巫家坝机场的客运吞吐量就达到了1528万人次，2010年达到2019万人次，远远超出了现有航站楼设计容量，机场运营压力巨大。而且巫家坝机场距离仅昆明市中心直线距离仅6.6公里，周围已被城市包围，不具备原地扩建的条件。因此，昆明市政府决定迁建一座全新的机场。

### 建造过程
昆明新机场建设项目前期工作自1998年启动。

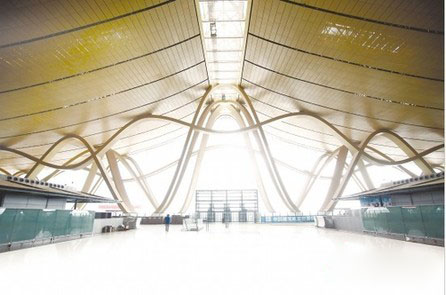
建设中的昆明新机场航站楼（2010年4月）

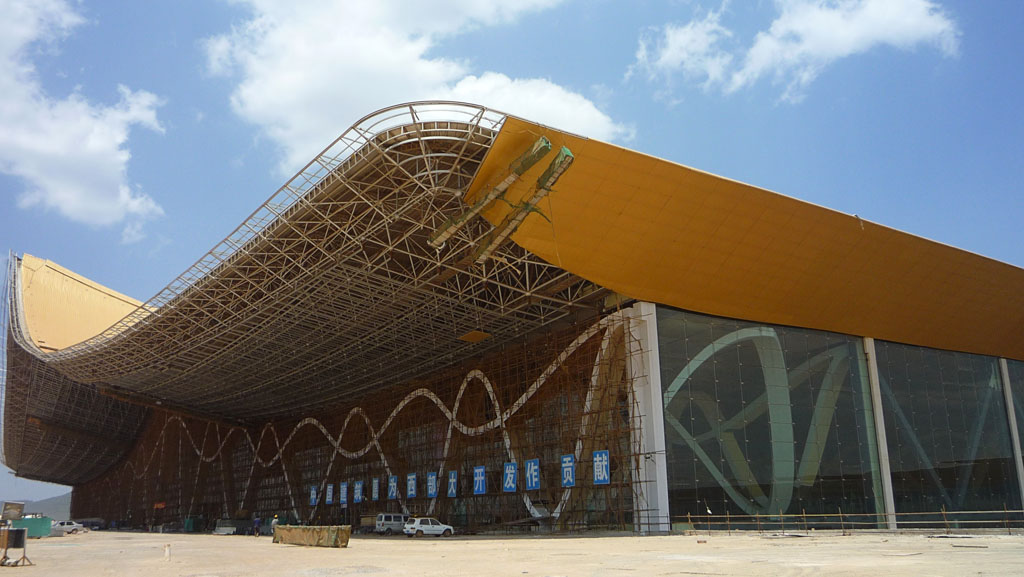
建设中的昆明新机场航站楼（2011年4月）

- 2007年1月29日，国务院和中央军委批准立项。
- 2007年10月，中國民用航空局批复昆明新机场选址方案。
- 2007年11月15日，国土资源部批复建设用地预审。
- 2007年12月11日，昆明新机场正式奠基。
- 2008年8月26日，国家发改委批复昆明新机场可行性研究报告。
- 2008年12月5日，昆明新机场正式开工建设。
- 2008年12月22日，中国民航局、云南省政府联合批复昆明新机场总体规划。
- 2009年2月24日，中国民航局、云南省政府联合批复昆明新机场建设项目机场工程初步设计及概算。
- 2009年9月13日，昆明新机场代表性建筑“七彩钢带”合龙。
- 2009年12月1日，航站楼组合体混凝土结构工程完成。
- 2010年6月5日，昆明新机场航站楼主体工程正式封顶。[8]
- 2011年7月29日，昆明新机场飞行区东跑道沥青道面工程完工。[9]
- 2011年8月29日，昆明新机场正式命名为昆明长水国际机场。[10]
- 2011年12月17日，昆明新机场主体工程竣工验收结束。[11]
- 2012年6月28日，昆明长水国际机场正式啟用。

### 校验调试及转场运营
昆明新机场工程建设由昆明新机场建设指挥部统一协调，经过近3年的主体工程建设后，进入校验调试及转场运营阶段。机场原计划于2011年底实现转场运营，但是由于工程建设进度比原计划滞后等多个原因，转场时间后推迟至2012年6月28日转场运行。新机场于2012年6月27日晚正式开始转场，巫家坝机场同时关闭。设备及器材等在当晚午夜陆续从巫家坝机场搬迁往新机场，停泊在巫家坝机场的18架飞机陆续转场到新机场。早上8时，长水机场正式开始运作。首班从长水机场起飞的由昆明经停迪庆飞往拉萨的MU5939次航班成功飞离昆明长水国际机场，标志着昆明长水国际机场正式投入运营。
| 时间             | 事件                                                 | 参考   |
| ---------------- | ---------------------------------------------------- | ------ |
| 2011年9月25日    | 长水机场进行第一次运行模拟演练                       | [ 16 ] |
| 2012年2月17日    | 长水机场开始校飞                                     | [ 17 ] |
| 2012年3月6日     | 长水机场完成各项校飞工作                             | [ 18 ] |
| 2012年3月28日    | 长水机场进行第一次试飞，由波音737-700型飞机执飞      | [ 19 ] |
| 2012年4月21日    | 长水机场进行第二次运行模拟演练                       | [ 20 ] |
| 2012年5月4日     | 长水机场完成第二次试飞，由空中客车A330-300型飞机执飞 | [ 21 ] |
| 2012年6月8日     | 昆明新机场工程正式通过民航局组织的行业验收           | [ 22 ] |
| 2012年6月9日     | 长水机场进行第三次运行模拟演练                       | [ 23 ] |
| 2012年6月26日    | 昆明长水国际机场举行竣工典礼                         | [ 24 ] |
| 2012年6月28日8时 | 昆明长水国际机场正式投入运营                         | [ 15 ] |

## 设施

### T1航站楼

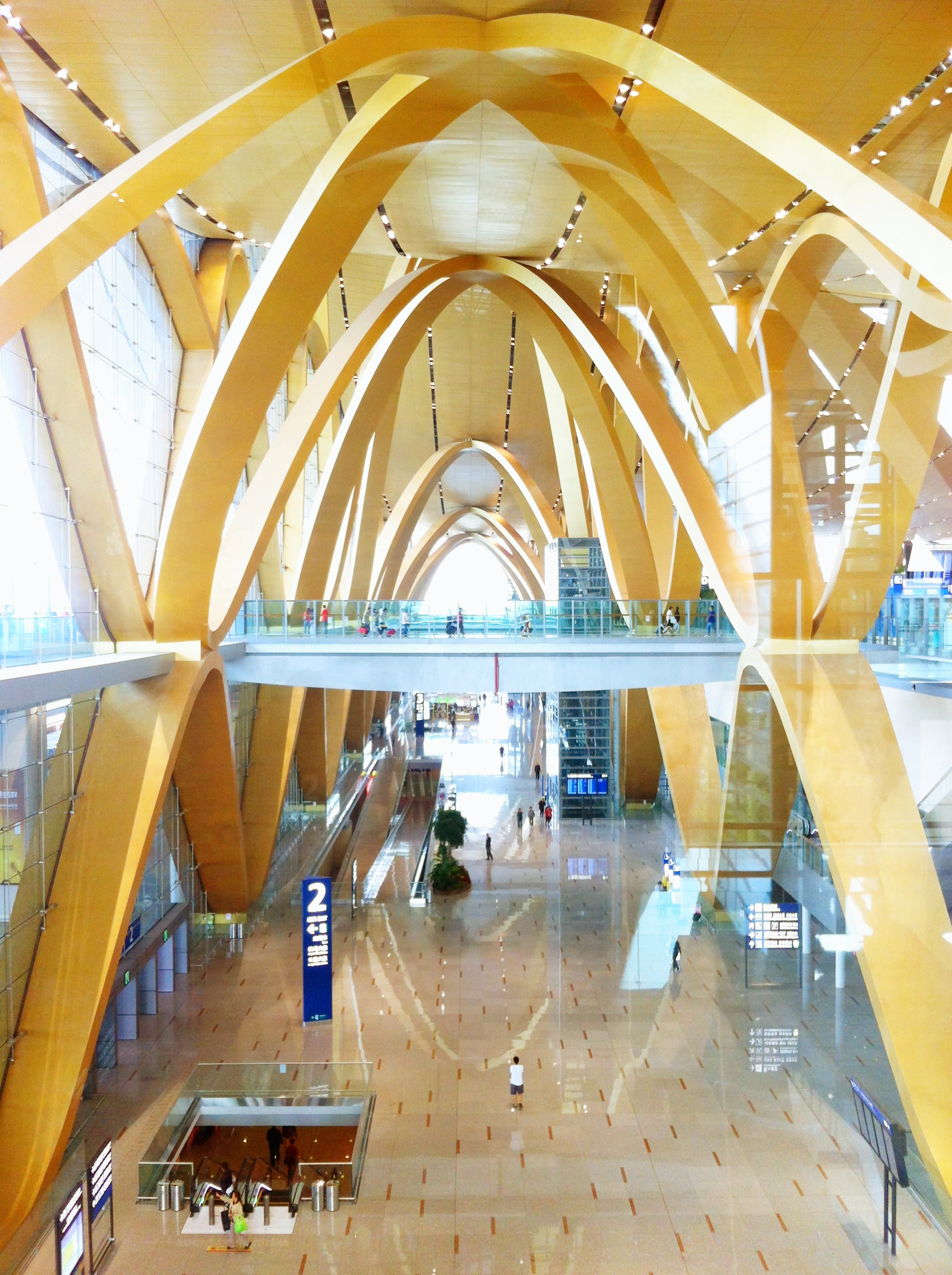
航站楼主楼内部的钢结构

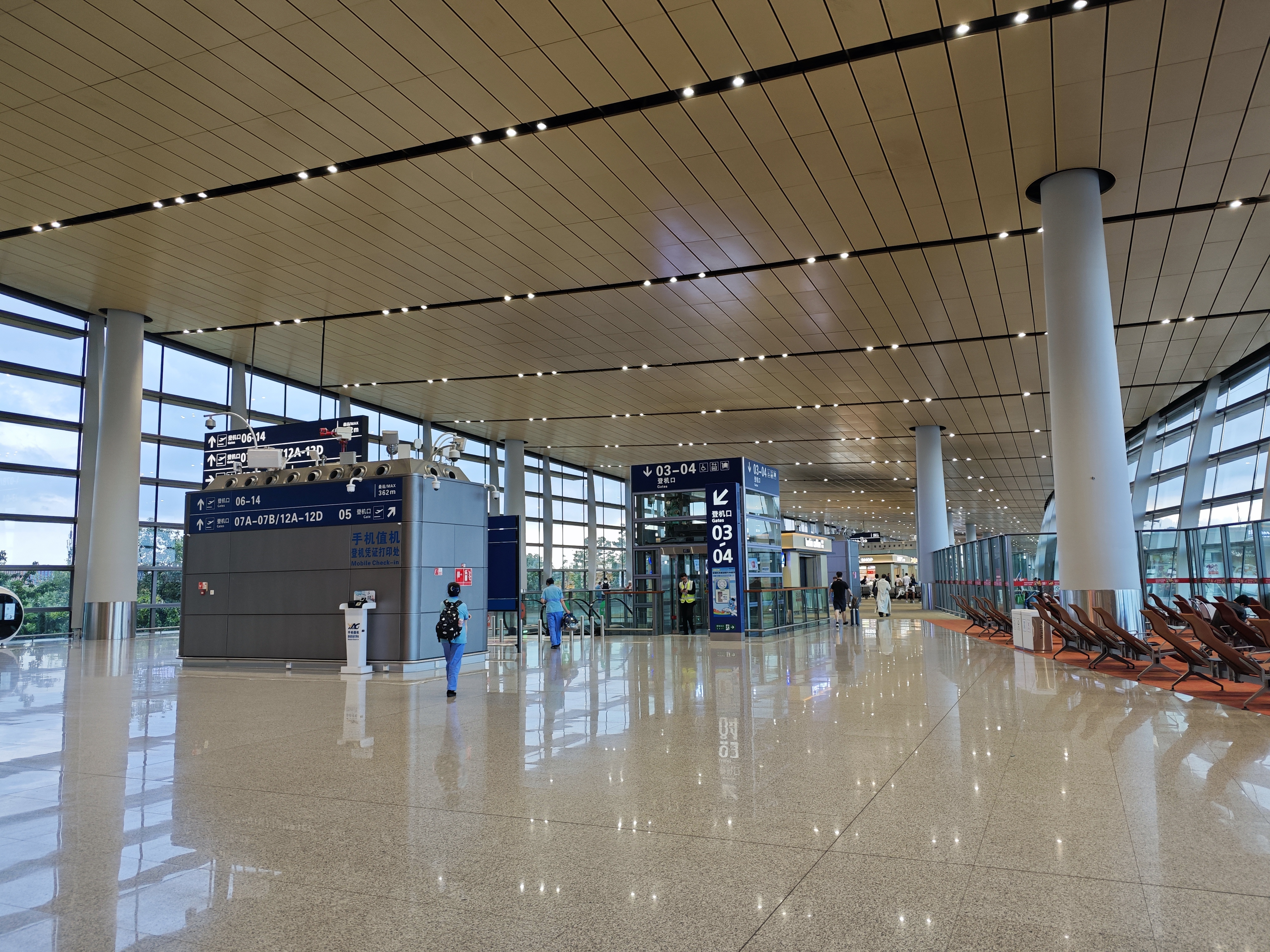
前端西指廊出发层

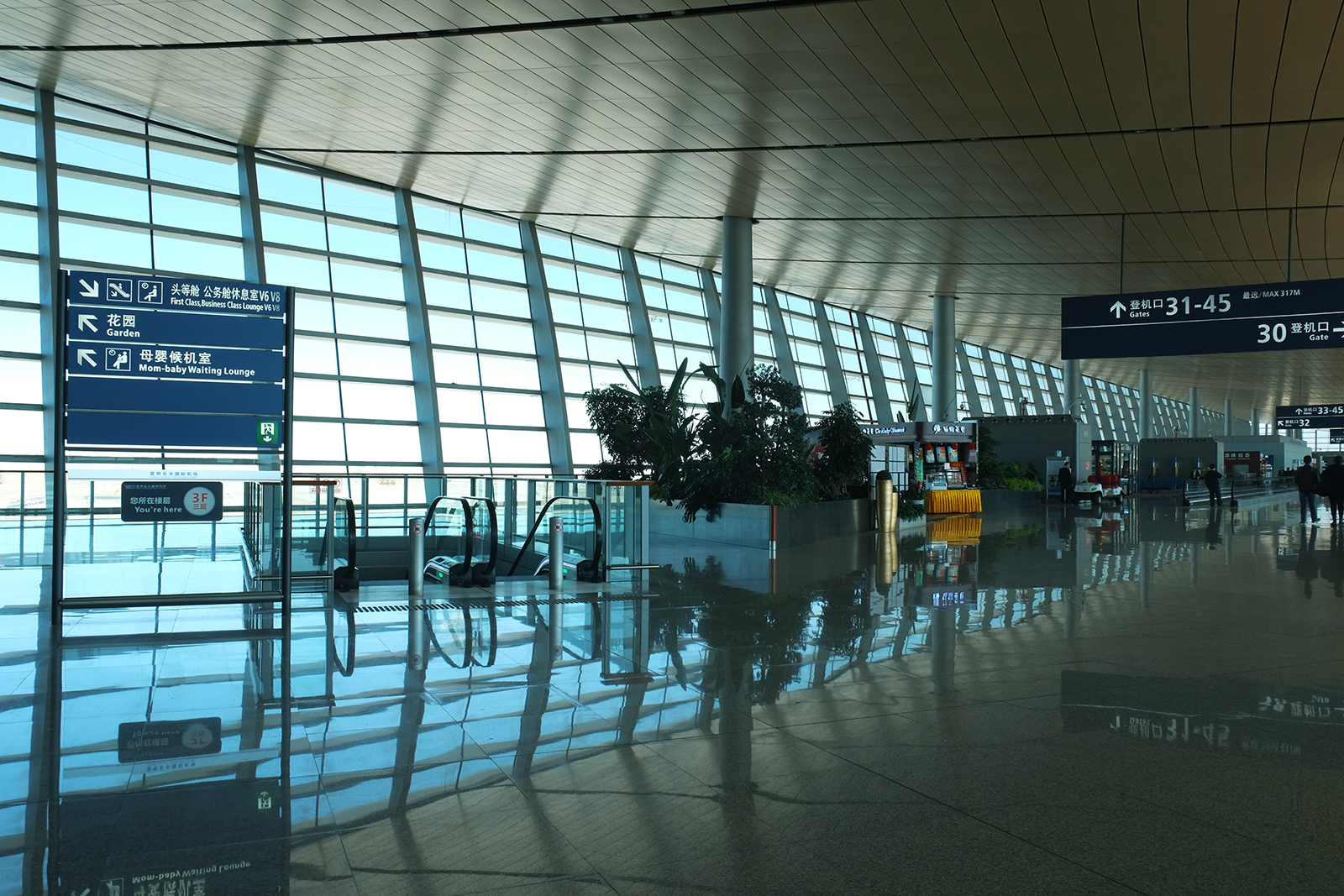
中央指廊登机口

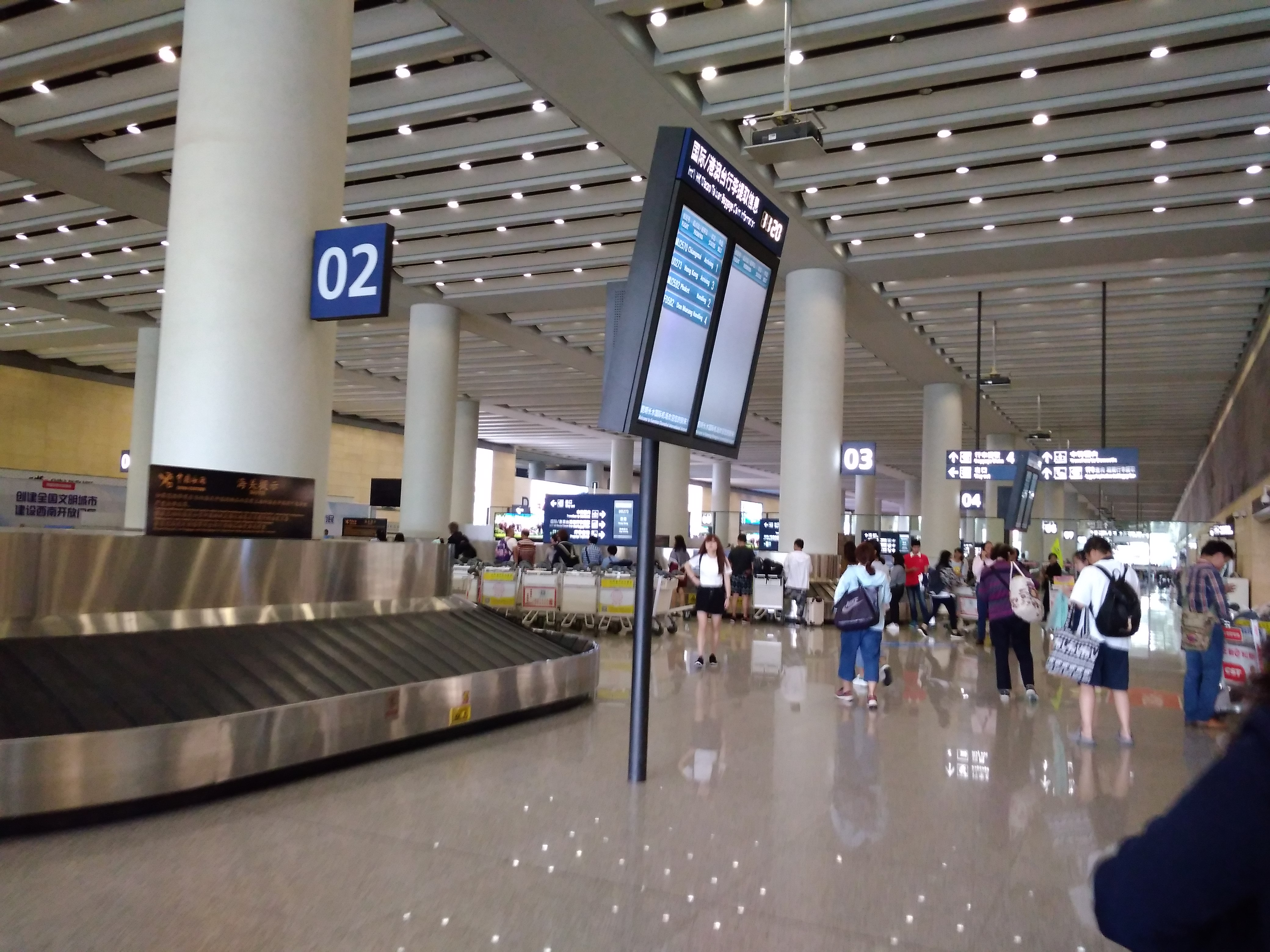
国际到达行李輸送帶

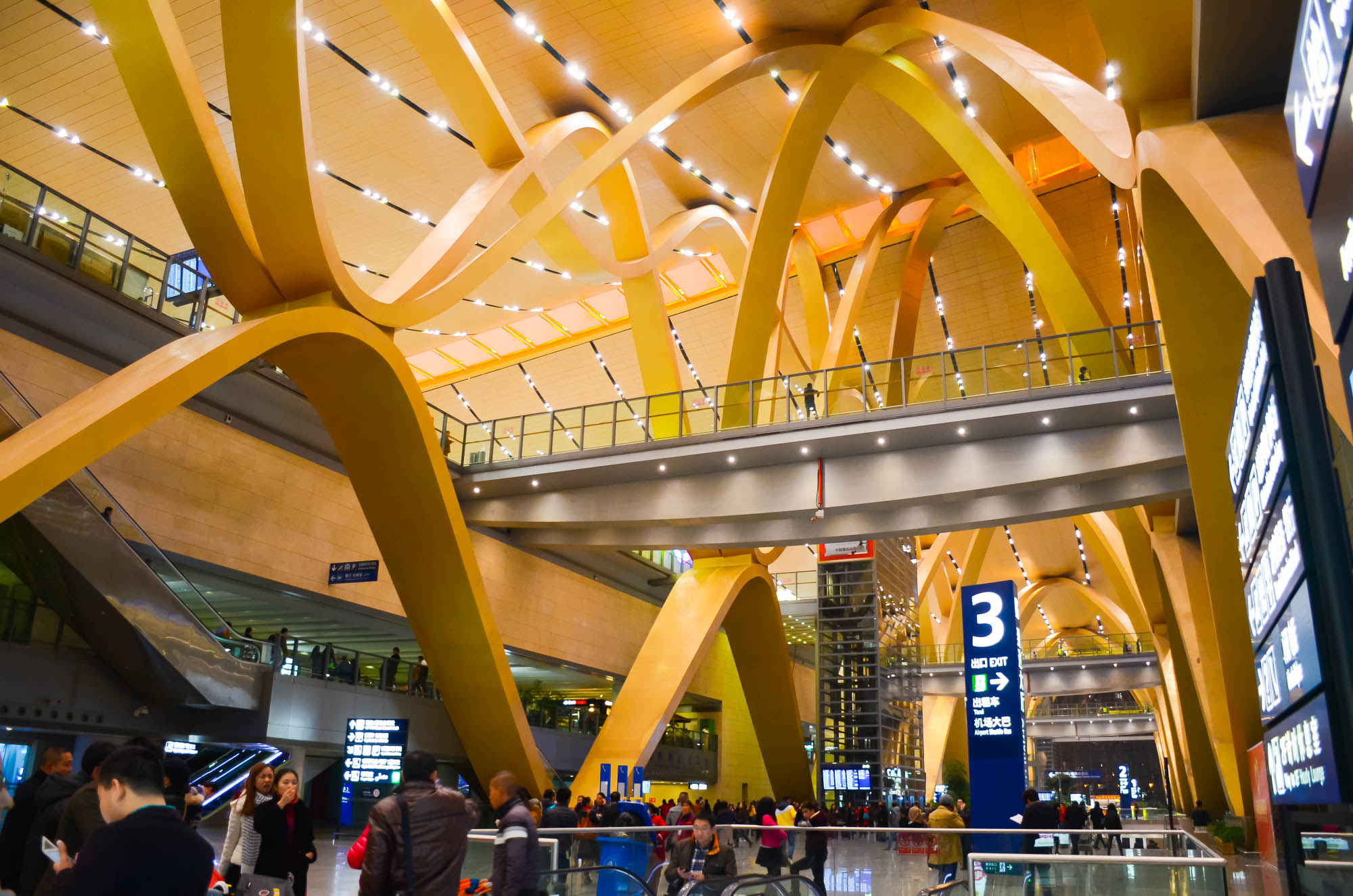
航站楼迎客大厅

T1航站楼位于两条平行跑道之间的航站区用地南端，主要由前端主楼、前端东西两侧指廊、中央指廊、远端东西Y型指廊组成。南北总长度为855.1米，东西宽1134.8米，最高点为南侧屋脊顶点，相对标高72.91米。航站楼建筑占地15.91万平方米，总建筑面积54.83万平方米，为地上三层（局部四层）、地下三层构型。航站楼建筑概念由曾经参与过鸟巢、首都国际机场T3航站楼设计与工程建设的英国工程顾问公司奥雅纳设计。工程设计则由北京市建筑设计研究院有限公司负责。提供站坪机位84个，其中近机位68个。建成后超越了墨西哥城机场成为当时世界第五大航站楼，同时也是仅次于首都国际机场T3（98.6万平方米）的国内第二大航站楼。
昆明新机场的代表性建筑结构为航站楼中央大厅里的7条形似彩带的钢箱梁，它支撑着航站楼的屋面系统。这七条彩带状的钢箱梁连同188根锥形钢管柱、738根幕墙柱及12根T型柱组成了昆明新机场航站楼主体钢结构工程，用钢量约2.9万吨。7根彩带寓意象征“七彩云南”。弯扭箱形钢彩带不仅是航站楼重要的装饰构件，而且是屋面网架的结构。
| 4F | 商业区（陆侧）   | 餐厅、办公区域                                                               |
| 3F | 出发大厅         | 前端主楼2-4号门、值机岛A-H（国内航班）、国内安检                             |
| 3F | 出发大厅         | 前端主楼1号门、值机岛J、K（国际航班）                                        |
| 3F | 国内出发         | 中央指廊15-28号登机口 北侧东指廊29-45号登机口、北侧西指廊46-63号登机口       |
| 2F | 国内出发         | 中央商业区、贵宾休息室 前端西指廊1-14号登机口、前端东指廊64-65登机口         |
| 2F | 国际出发         | 国际联检区（海关、检疫、边防、安检）、免税店 前端东指廊64-78号登机口（东南） |
| 1F | 国内到达         | 前端西指廊、中央指廊、北侧东西Y型指廊                                        |
| 1F | 国际到达         | 前端东指廊                                                                   |
| B1 | 迎客大厅         | 1-4号门、出租车、大巴                                                        |
| B1 | 国内到达         | 行李提取转盘5-15                                                             |
| B1 | 国际到达         | 入境联检、行李提取转盘1-4、海关                                              |
| B2 | 交通中心（陆侧） | A-C出口、停车楼、地铁站厅                                                    |
| B2 | 国内出发         | 无托运行李值机                                                               |
| B2 | 国内出发         | 捷运车站                                                                     |
| B3 | 交通中心（陆侧） | 停车楼、网约车                                                               |
| B3 | 国内出发         | 国内安检、设备机电、服务后勤                                                 |

昆明长水国际机场值机区域位于航站楼前端主楼中心区三层，设有A-H国内航班值机岛和J、K国际航班值机岛。值机区域后为国内航班安全检查和中央商务区，空侧地下设有捷运“T1航站楼前站”；国际航班国际出发联检大厅位于主楼二层。
前端东西侧指廊位于主楼两侧，共设有2层。西指廊保障国内航班，东指廊保障国际航班，进出港上下分离。中央指廊和Y型指廊均保障国内航班，设有3层。出发层位于3层，在中央指廊和Y型指廊交叉口处设有远端商业区，地下设有捷运“T1航站楼后站”。
由于地势原因，行李提取区域位于航站楼前端主楼中心区B1层，并配有行李转盘、迎客大厅以及到达车道设施。其中行李系统由昆明船舶设备集团公司生产，是大型机场中首次选用国产行李自动分拣系统。整套行李处理系统由始发行李处理系统、到达行李处理系统、中转行李处理系统、早到行李储存系统、自动分拣系统、人工编码系统等子系统组成，总计2523台设备。地下二层主要功能为航站楼连接停车楼以及地铁车站的连接过厅及通道。地下三层标高-14.0米，主要功能为航站楼前端主楼的设备机电用房以及附属后勤用房，以及一条航站楼的货运、后勤服务通道。2024年，昆明机场新增B2层值机区和B3层安检通道，为无需办理行李托运的旅客快速办理值机和安检服务。
2013年1月1日起，机场推出免费无线上网服务，信号主要覆盖航站楼F3层出发大厅、待安检区、安检区、候机厅、B1层到达大厅等区域。2014年10月26日起，昆明长水机场提供“手机值机”服务。旅客可无需打印登机牌，直接到安检口扫描手机二维码，打印登机凭证，完成安检、登机。

### S1卫星厅

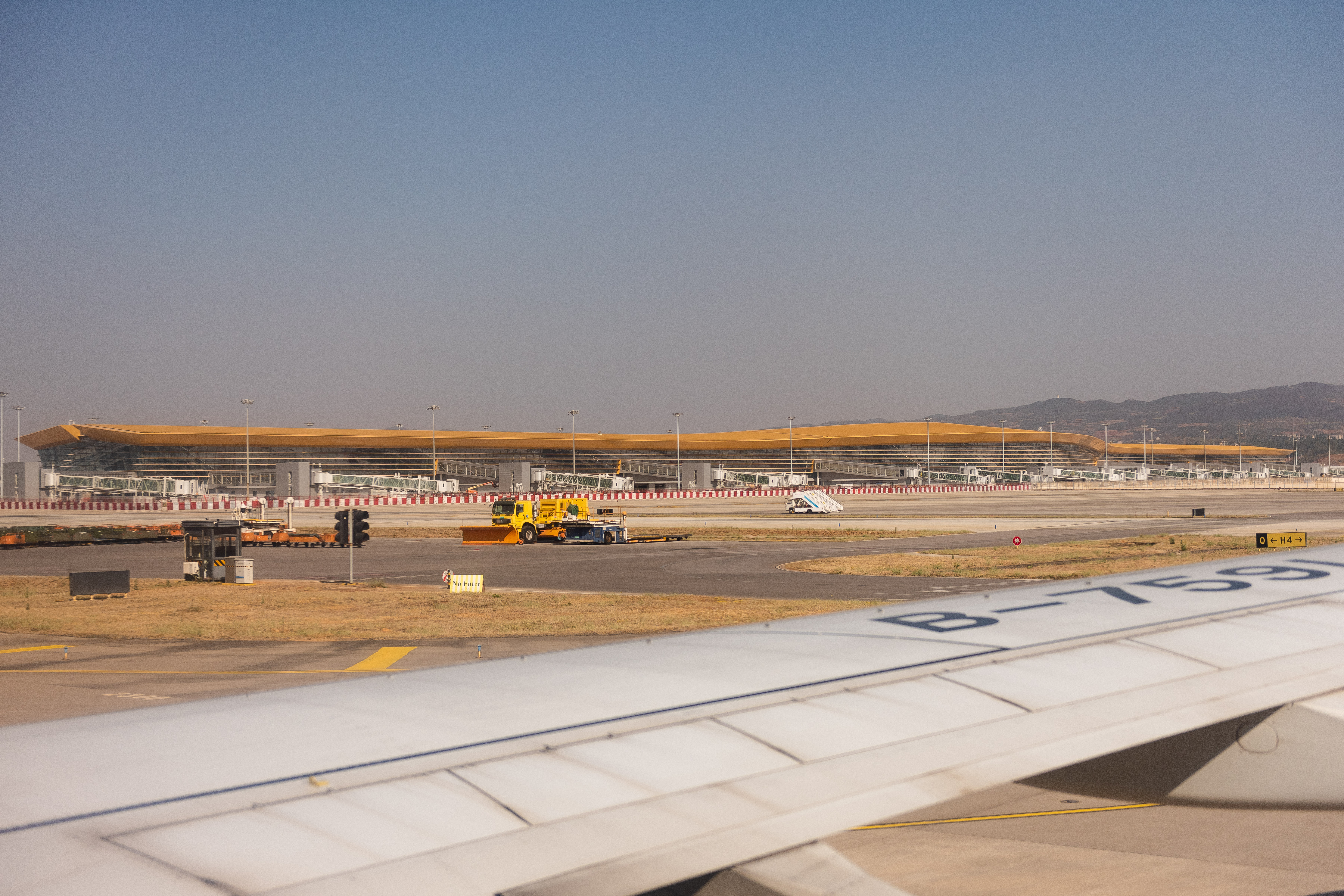
长水机场S1卫星厅（2021年3月）

S1卫星厅位于昆明长水国际机场现状两条跑道的中央，现状垂直联络道北侧，距离已建T1主楼中心区约2000米。S1卫星厅建筑采用“一”字形布局模式，双面停靠近机位，含地上3层（局部4层）与地下1层，总长度770米，宽度40至64米不等，总建筑面积12.93万平方米，设计年旅客吞吐量1500万人次。S1卫星厅航站楼工程于2019年5月开工，合同工期792天，合约额14.1亿元，由中国建筑股份有限公司总承包施工。
2021年7月28日，S1卫星厅开始试运营，首个出港航班是瑞丽航空DR6513，由昆明飞往西双版纳。S1卫星厅最初设计是服务于纯国内旅客到发，惟在2022年3月26日至2023年1月8日，S1临时改作专门保障国际入境航班的航站楼，期间原机场T1航站楼国际入境旅客及机组人员边防检查场所暂停使用。
2023年7月18日，S1卫星厅正式启用。

### 旅客捷运系统

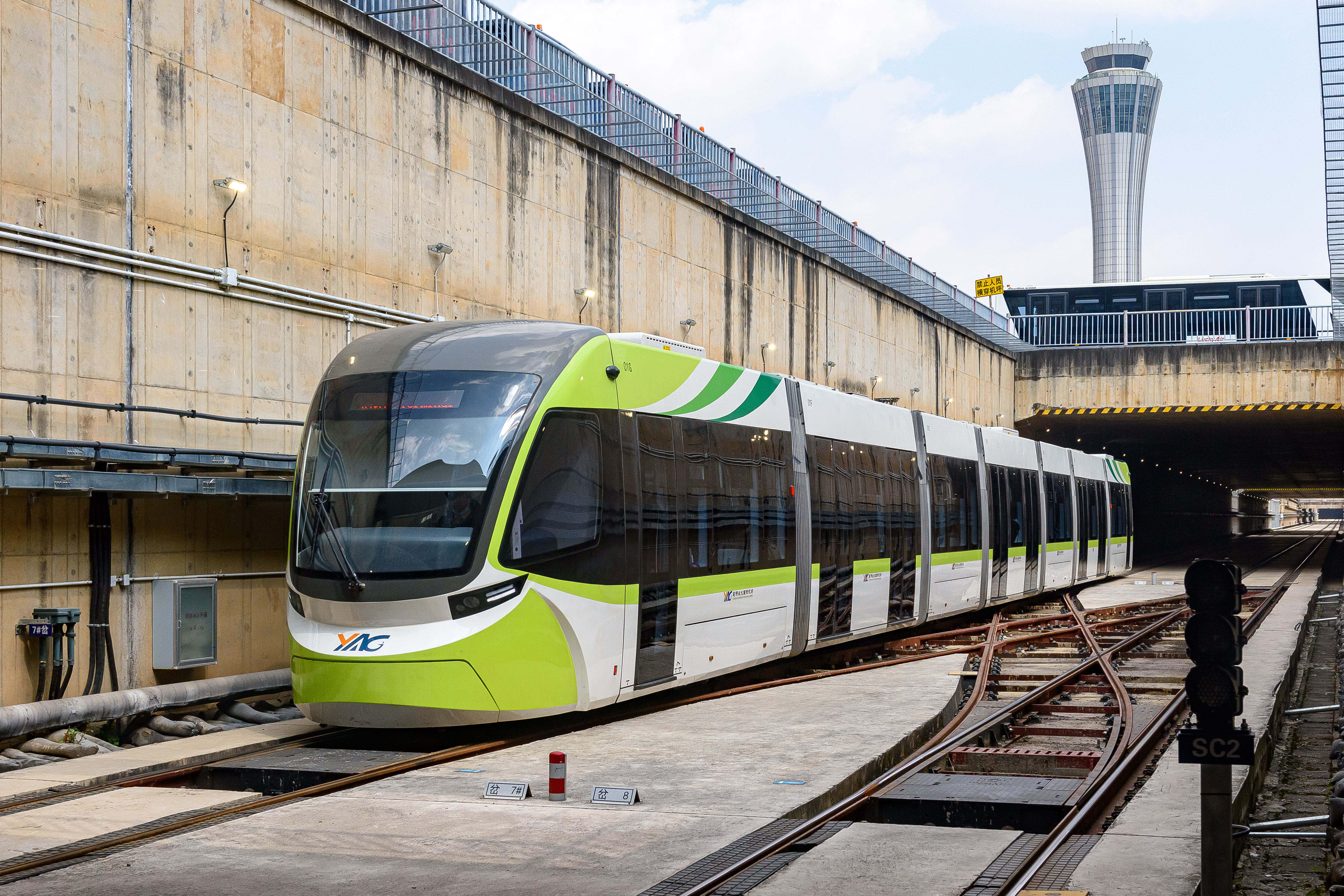
长水机场旅客捷运系统1号车组驶入T1航站楼后站

长水机场旅客捷运系统采用有轨电车制式，长度1.88公里，共设T1航站楼前站、T1航站楼后站、S1卫星厅站三站。该捷运已于2021年7月26日正式开通，由广州地铁交通发展有限公司西南分公司负责运维。

### 公务机楼

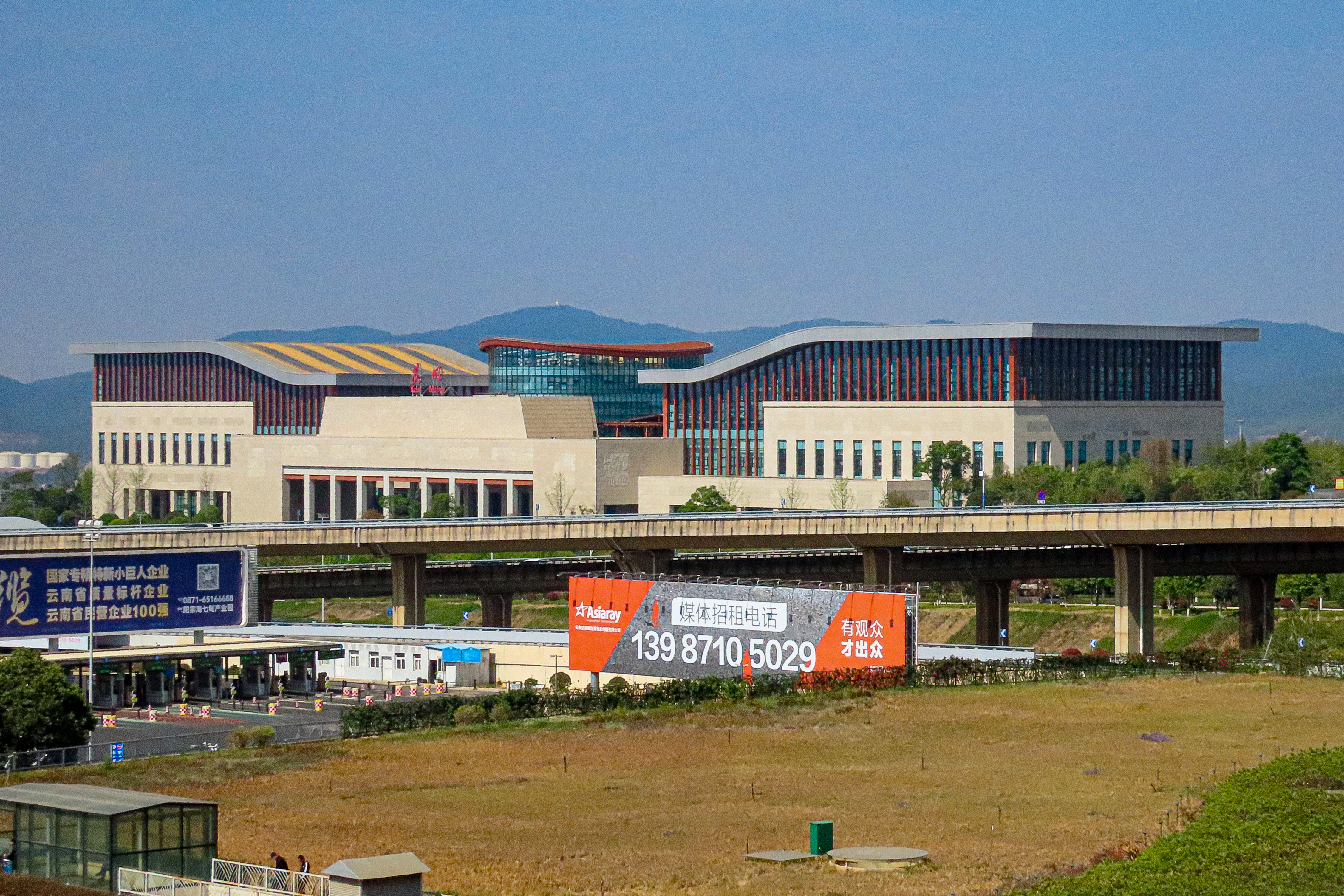
长水机场公务机楼（2023年3月）

长水机场公务机楼位于T1航站楼西南方向、03跑道起点南侧，建筑面积约47489平方米，地上七层、地下一层，建筑总高度38.9米，空陆侧高差约12米，由曾负责首都机场专机楼、萧山机场专机楼设计的中航规划总院总建筑师徐平利主导设计，以“凤舞云滇”为设计理念。
现公务机楼所在地原设计为包括两个机库和运营中心的通用航空运营基地，但在长水机场启用后搁置三年，钢结构风化，挡墙局部开裂，站坪及高填方区域沉降严重，面临拆除风险。2015年，中国航空规划设计研究总院有限公司开始着手将这一搁置已久的建筑群改造成公务机楼，云南机场集团历时一年完成收购工作后，改造工程于2016年开工。
2019年5月21日，长水机场公务机楼改造工程完成竣工验收。

### 飞行区硬件

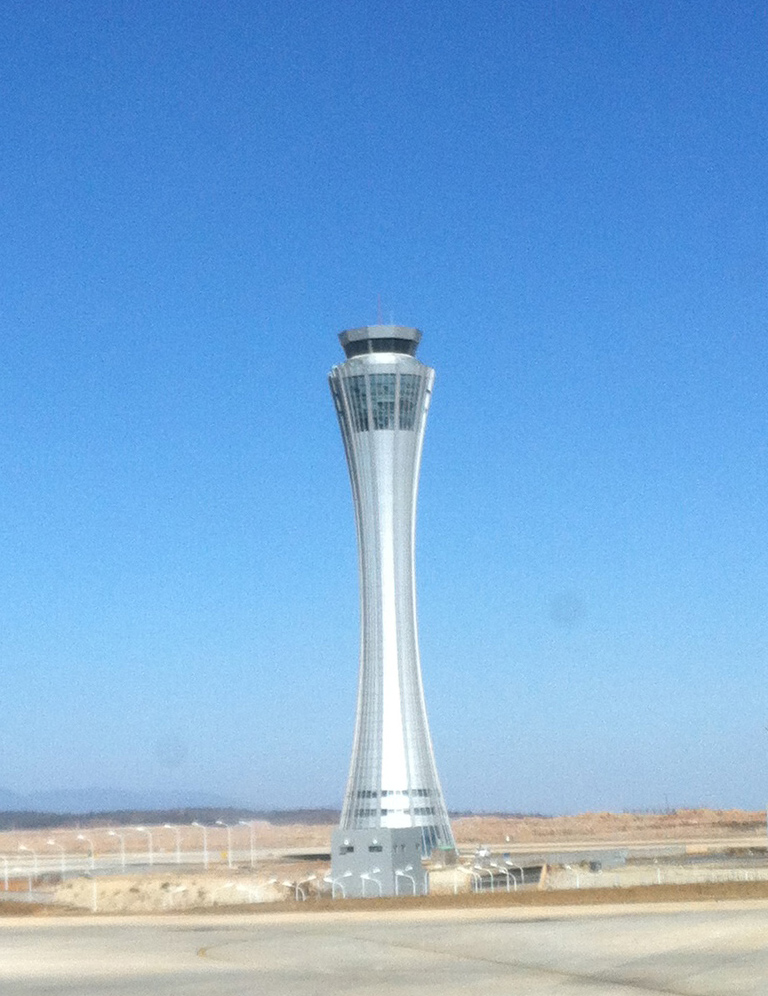
机场塔台

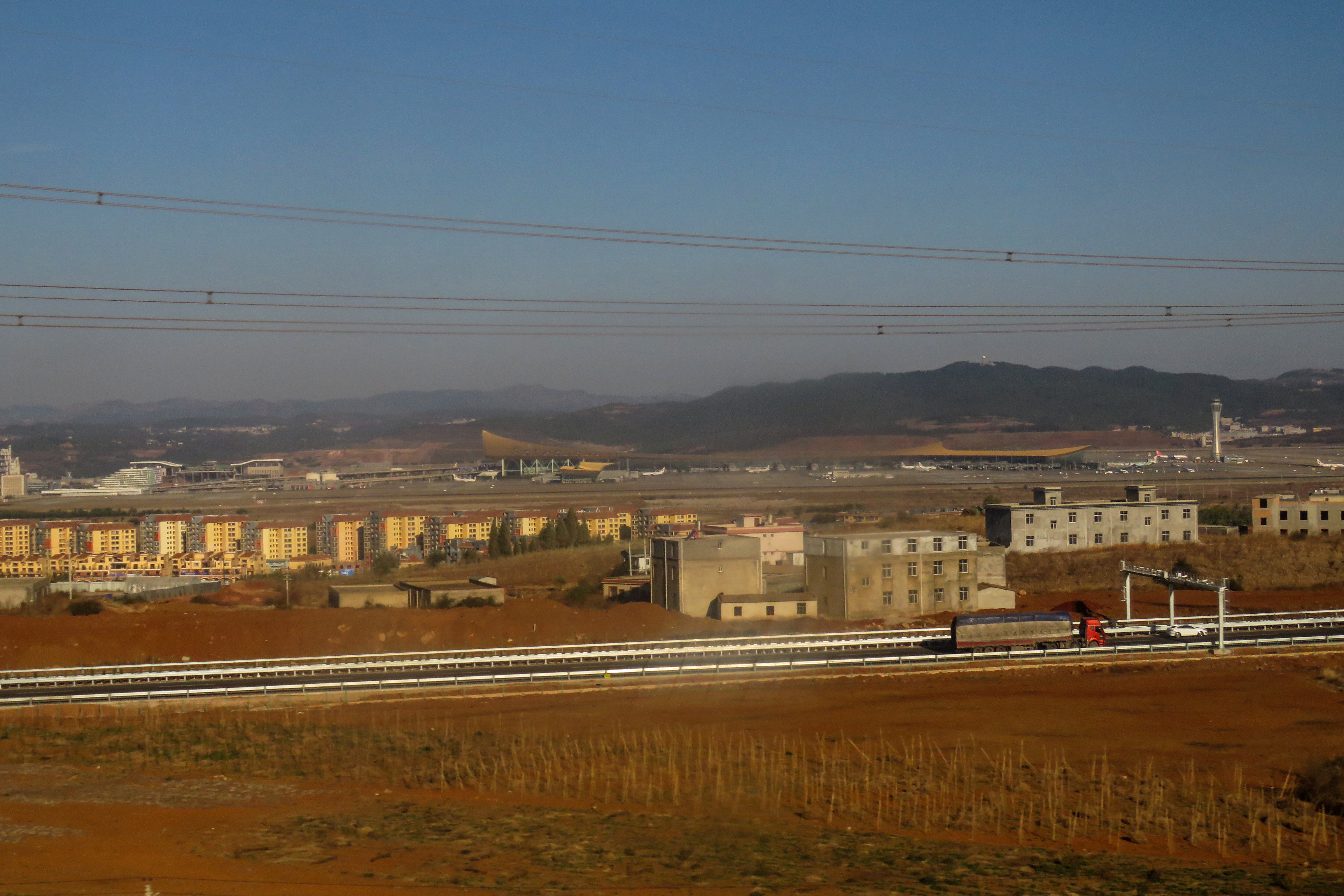
从沪昆高铁远眺机场飞行区

新建3.5万平方米的货运站，1.4万平方米的航空配餐设施；配套建设供电、供水、供热、供冷、燃气、污水污物处理设施等。

#### 塔台
昆明新机场塔台位于飞行区内，塔台高99米，地上16层，地下1层，建筑面积3046平方米，是世界第十四高机场塔台。塔台于2011年9月29日正式封顶。
由于候机楼遮挡，塔台上的管制员不能目视101-104、165-168、311-313、321-323号停机位所在机坪。

#### 跑道
昆明新机场飞行区一期工程新建两条长度为4500米及4000米、垂直间距1950米的远距平行跑道，其中东跑道宽60米，西跑道宽45米。东跑道长4500米，宽60米，是目前中国等级最高、长度最长的沥青混凝土跑道。配置双向I类精密进近仪表着陆系统及相应的助航灯光系统。飞行区工程建设规模按照4F标准规划设计，远期规划4条跑道。
| 跑道编号 | 长 * 宽                             | 道面 | 接地点标高         | 灯光                               | 跑道入口内移     |
| -------- | ----------------------------------- | ---- | ------------------ | ---------------------------------- | ---------------- |
| 03/21    | 13,123英尺（4,000） * 148英尺（45） | 水泥 | 6,901英尺（2,103） | 跑道边灯，跑道中线灯，进近灯光系统 | 540（1,772英尺） |
| 03/21    | 13,123英尺（4,000） * 148英尺（45） | 水泥 | 6,889英尺（2,100） | 跑道边灯，跑道中线灯，进近灯光系统 | 无               |
| 04/22    | 14,764英尺（4,500） * 197英尺（60） | 水泥 | 6,895英尺（2,102） | 跑道边灯，跑道中线灯，进近灯光系统 | 无               |
| 04/22    | 14,764英尺（4,500） * 197英尺（60） | 水泥 | 6,884英尺（2,098） | 跑道边灯，跑道中线灯，进近灯光系统 | 1,640英尺（500） |

运营初期，长水机场22号跑道和03号跑道均安装有Ⅰ类仪表着陆系统。为应对大雾天气，2013年1月28日，机场申请Ⅱ类盲降系统。2014年9月5日，机场Ⅱ、Ⅲ类盲降建设项目得到民航西南地区管理局的正式批准。建设内容及规模包括对长水机场22号和03号跑道现有仪表着陆系统、助航灯光系统等设施Ⅱ、Ⅲ类改造，03号跑道入口内移540米等。
2015年4月10日，昆明长水机场22号跑道Ⅱ类盲降系统正式启用。03号跑道的Ⅱ类系统将于2016年12月建成启用。

### 今后发展
2019年9月9日，中国民航局正式批复昆明长水国际机场总体规划（2019版）。新修编总规按照近期2030年旅客吞吐量1.2亿人次、货邮吞吐量120万吨、飞机起降76.2万架次，远期（终端）年旅客吞吐量1.4亿人次、货邮吞吐量300万吨、飞机起降84.8万架次需求进行用地控制。近期规划新增东二、西二、西三等三条跑道，中央航站区新增T2航站楼、S2卫星厅，远期规划预留西航站区。

## 运营状况

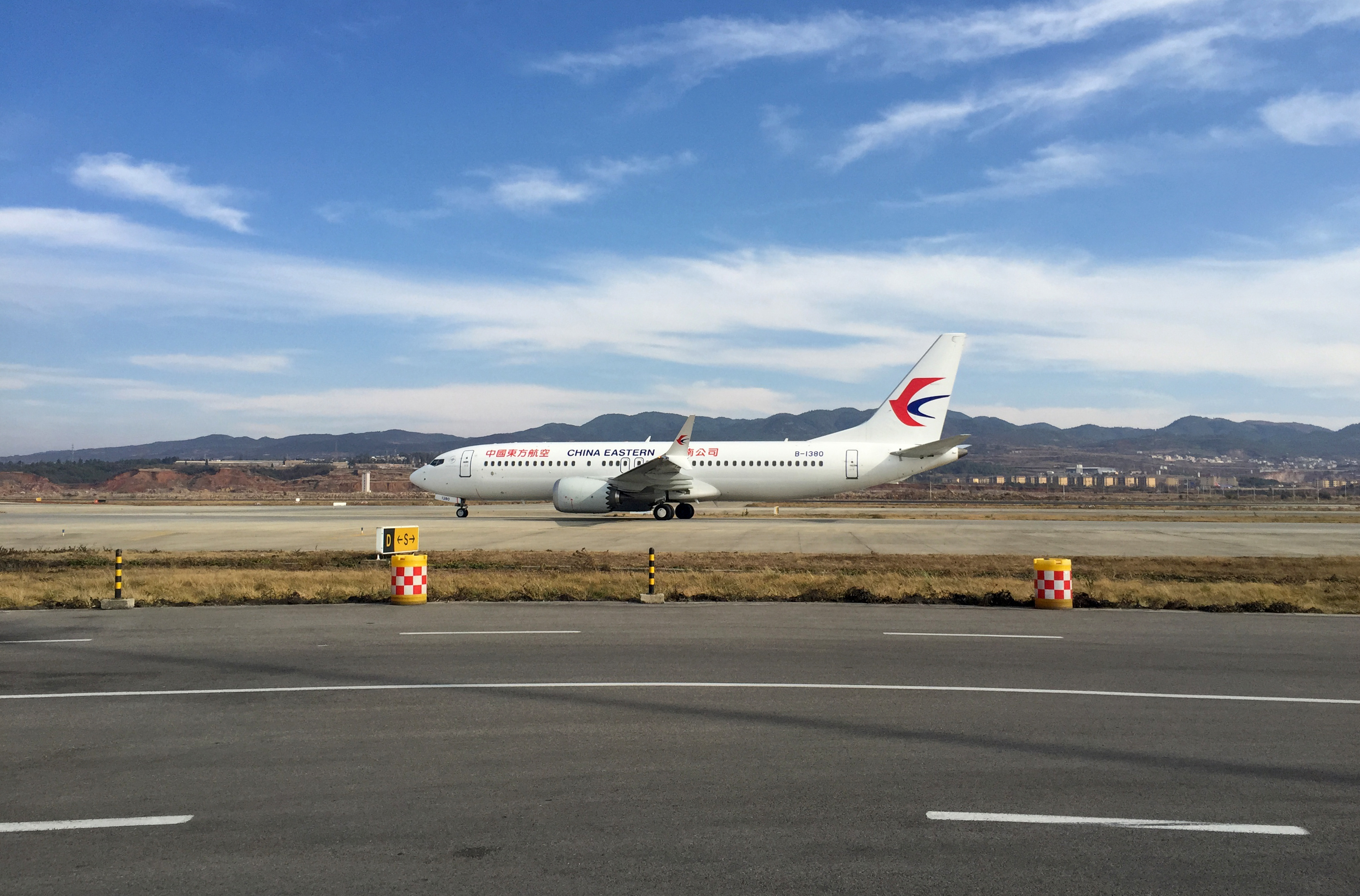
东航云南公司的波音737 MAX于机场滑行道

昆明长水国际机场共有六家基地航空公司，分别为中国东方航空云南公司，祥鹏航空，四川航空，昆明航空，瑞丽航空，以及红土航空。在2013年7月至9月之间的数据显示。长水机场出港航班中东航第一，占40.77%；祥鹏第二，占12.06%；中国南方航空第三，占11.82%；昆航第四，占7.27%；川航第五，占7.11%。在进港方面东航第一，占41.08%；南航第二，占11.97%；祥鹏第三，占11.90%；昆航第四，占7.35%；川航第五，占7.00%。
有消息指中国南方航空已经向中国民航西南地区管理局提交申请，筹建的以长水机场为基地的分公司。
2016年12月13日，昆明长水国际机场成为中国大陆第5家年旅客吞吐量突破4000万人次的机场，之前昆明长水机场在2014年突破3000万。截止2016年12月，昆明机场共开通航线297条，其中国内航线230条，国际航线60条，地区航线7条。通航城市158个，其中国内113个，国际40个，地区5个。共有46家航空公司在昆明航空市场运营，其中国内28家，国际14家，地区4家。2017年，吞吐量达全国第六，全球第37名。
昆明长水国际机场联合各航空公司及相关机构在2014年冬春季启动西双版纳、丽江空中快线产品，实现空中快线“公交式”运营。昆明—西双版纳和丽江航线基本满足全天每小时至少一个航班。昆明机场出发到西双版纳、丽江的旅客到E区专用柜台办理值机手续，安检专用通道，并在紧邻安检通道的中指廊候机厅等候登机。从丽江、西双版纳到达昆明机场的旅客到9号、10号专用行李提取转盘提取托运行李。
海关总署批准中国东方航空自2015年4月28日起对经昆明长水国际机场中转进、出境旅客试行“通程航班”中转联运业务。“通程航班”联程中转模式下，中转进出境旅客将享受在始发站一次办理乘机手续，托运行李交运，经中转地海关对旅客手提及托运行李实施一次监管，行李至目的站直接提取的“一票到底，行李直达”的服务。首批在巴黎、迪拜、曼谷、新加坡、香港五个境外城市和北京、上海、广州、西安、成都、深圳、武汉、郑州、杭州、银川、兰州、哈尔滨、丽江、西双版纳等十五个境内城市至昆明的国际、国内航线施行“通程航班”联程中转业务。5月1日，昆明机场将迎来首个“通程航班”。

### 境內航線

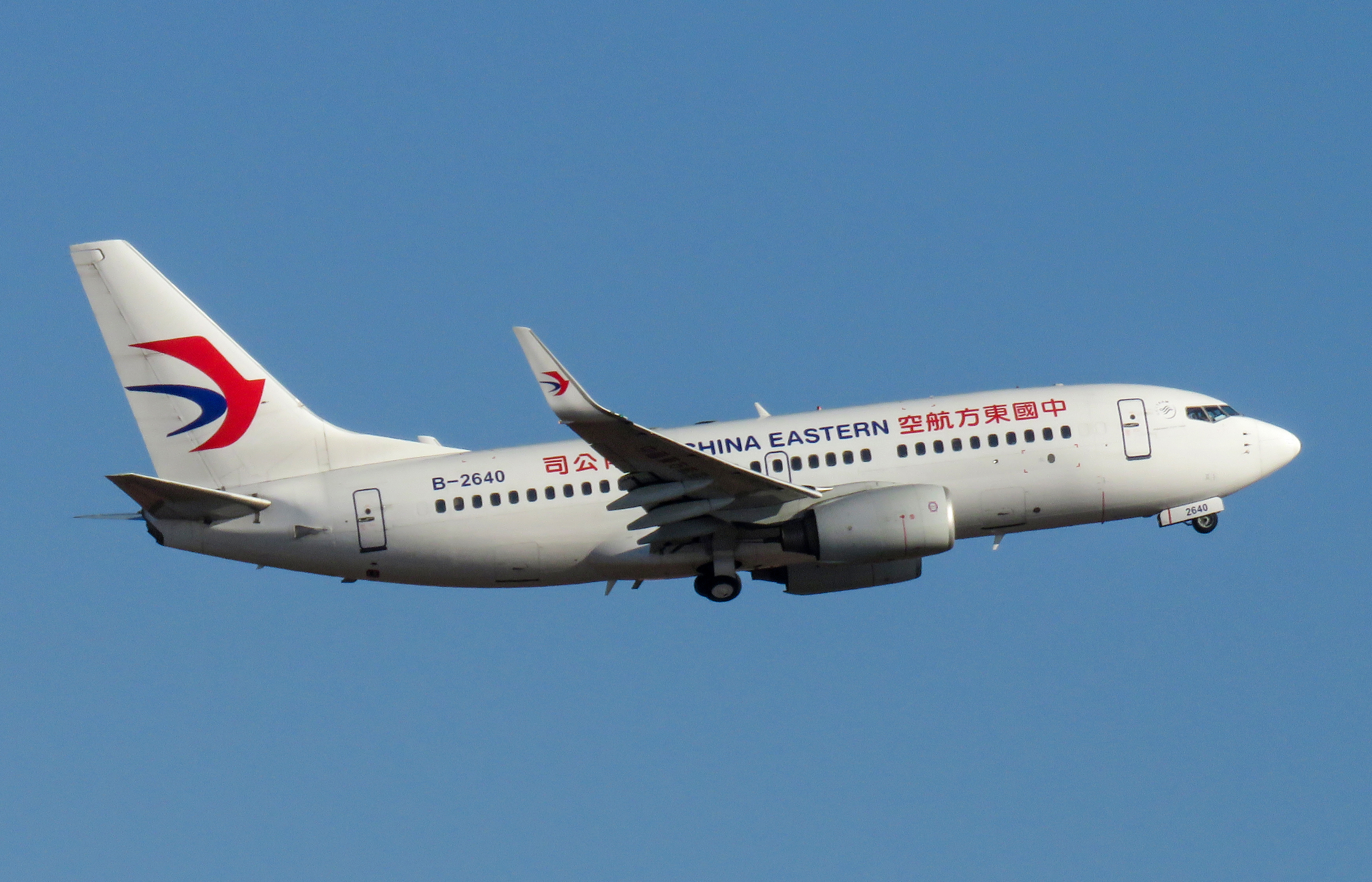
东航云南公司的波音737客机在昆明长水国际机场起飞

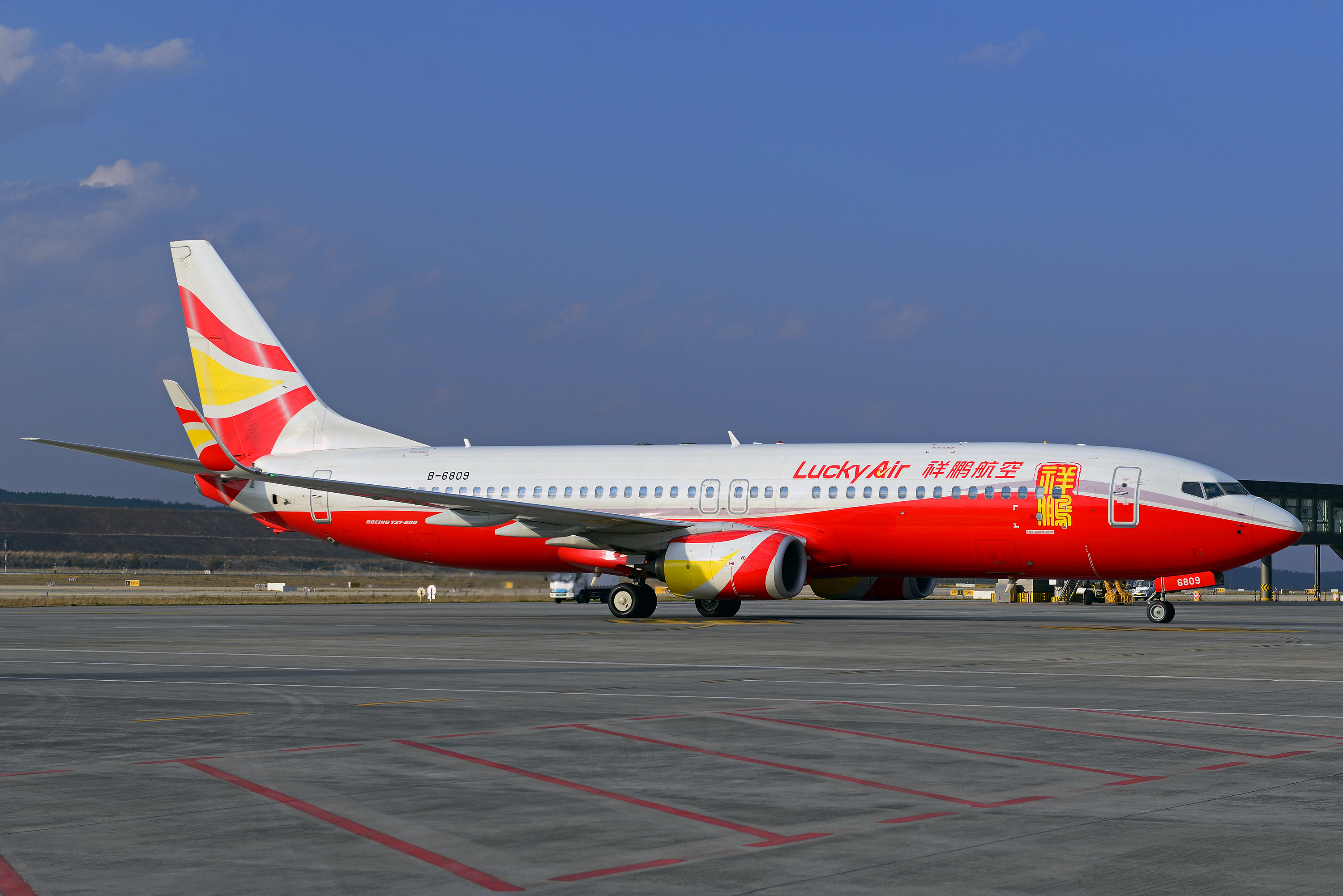
祥鹏航空的波音737-800型客机在昆明长水国际机场

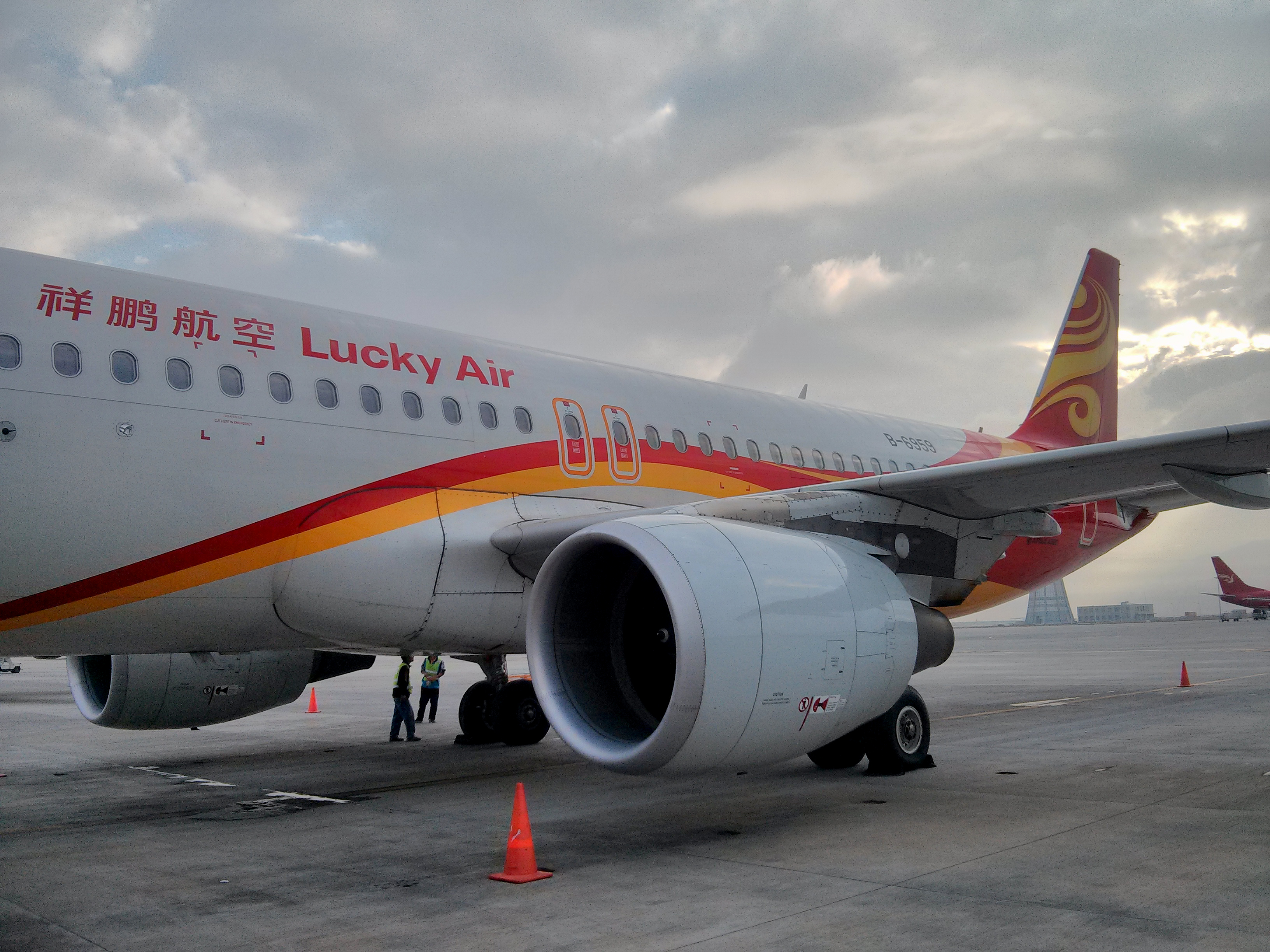
祥鹏航空的空中客车A320

| 航空公司     | 目的地 |
| ------------ | --- |
| 中国东方航空 | 保山、北京-大兴、沧源、长沙、常州、成都-双流、成都-天府、重庆、大理、大连、香格里拉、福州、广州、桂林、邯郸、杭州、哈尔滨、合肥、呼和浩特、淮安、揭阳、济南、井冈山、济宁、澜沧、兰州、拉萨、丽江、临沧、柳州、洛阳、泸州、芒市、南昌、南充、南京、南宁、宁波、宁蒗、普洱、黔江、青岛、泉州、三亚、上海-虹桥、上海-浦东、上饶、沈阳、深圳、太原、腾冲、天津、铜仁、乌鲁木齐、文山、温州、武汉、无锡、厦门、西安、西昌、兴义、西宁、信阳、西双版纳、盐城、烟台、宜宾、宜昌、银川、义乌、永州、运城、湛江、昭通、郑州、北京-大兴（經停泸州）、哈尔滨（經停鄂尔多斯）、大连（經停黃山） |
| 祥鹏航空     | 安庆、保山、沧源、成都-天府、大连、香格里拉、福州、赣州、广州、海口、杭州、哈尔滨、合肥、呼和浩特、揭阳、济南、锦州、澜沧、兰州、丽江、临沧、龙岩、芒市、绵阳、南京、宁波、宁蒗、普洱、青岛、三亚、上海-虹桥、上海-浦东、深圳、石家庄、太原、腾冲、乌鲁木齐、温州、武汉、厦门、西安、西双版纳、徐州、宜昌、宜春、银川、郑州、珠海 |
| 昆明航空     | 保山、长春、长沙、成都-天府、重庆、大同、广州、杭州、哈尔滨、惠州、济南、丽江、临沧、芒市、南京、南通（经停重庆）、青岛、上海-浦东、深圳、太原、台州、腾冲、温州、武汉、厦门、西安、襄阳、西双版纳、银川、运城、昭通、郑州、珠海、遵义-茅台 |
| 四川航空     | 北京-首都、长沙、常州、成都-双流、成都-天府、重庆、大连、敦煌、广元、广州、杭州、哈尔滨、合肥、济南、兰州、拉萨、丽江、南昌、南京、宁波、上海-浦东、沈阳、石家庄、太原、天津、乌鲁木齐、万州、无锡、厦门、西安、西宁、西双版纳、徐州、郑州 |
| 中国南方航空 | 北京-大兴、长春、长沙、重庆、大连、广州、桂林、海口、哈尔滨、揭阳、济南、南宁、青岛、三亚, 上海-浦东、沈阳、深圳、乌鲁木齐、武汉、西安、西双版纳、银川、义乌、郑州、珠海、 重庆（由重庆航空运营）、大理（由重庆航空运营）、腾冲（由重庆航空运营） |
| 中国国际航空 | 北京-首都、北京-大兴、成都-双流、成都-天府、达州、杭州、哈尔滨、上海-浦东、沈阳、天津、温州、遵义-茅台、大连（由大连航空运营）、十堰（由大连航空运营） |
| 瑞丽航空     | 长治、恩施、哈尔滨、呼和浩特、兰州、连云港、芒市、南通、沈阳、太原、天津、武汉、西安、西双版纳、无锡、榆林 |
| 海南航空     | 北京-首都、长沙、大连、海口、兰州、临汾、深圳、太原、西安 |
| 中国联合航空 | 北京-大兴（經停兴义）、汉中、陇南、石家庄 |
| 山东航空     | 济南、景德镇、南京、大阪-关西、青岛、衢州、乌鲁木齐、厦门、烟台 |
| 上海航空     | 长沙、衡阳、上海-虹桥、上海-浦东、西双版纳、温州、郑州 |
| 春秋航空     | 常德、怀化、绵阳、黔江、上海-虹桥、沈阳、石家庄、扬州、遵义-新舟 |
| 吉祥航空     | 毕节、杭州、南昌、南京、上海-虹桥、上海-浦东、岳阳、张家界 |
| 长龙航空     | 长春、赣州、临沂、宁波、铜仁、温州、兴义、银川、玉林 |
| 深圳航空     | 广州、合肥、南昌、泉州、深圳、无锡、扬州、烟台、郑州 |
| 湖南航空     | 长沙、成都-天府、南通、青岛、无锡、长春（經停无锡） |
| 厦门航空     | 福州、杭州、泉州、厦门、珠海 |
| 天津航空     | 长沙、海口、天津、西安 |
| 奥凯航空     | 长沙、合肥、天津、西双版纳 |
| 东海航空     | 南阳、深圳、珠海、南通 |
| 华夏航空     | 天津、忻州、西双版纳 |
| 首都航空     | 杭州、西双版纳 |
| 成都航空     | 成都-双流、西双版纳 |
| 青岛航空     | 阜阳、汉中、青岛 |
| 西部航空     | 西双版纳、郑州、重庆 |
| 西藏航空     | 长沙、拉萨、芒市 |
| 福州航空     | 福州 |
| 河北航空     | 石家庄 |

### 港澳台/國際航線

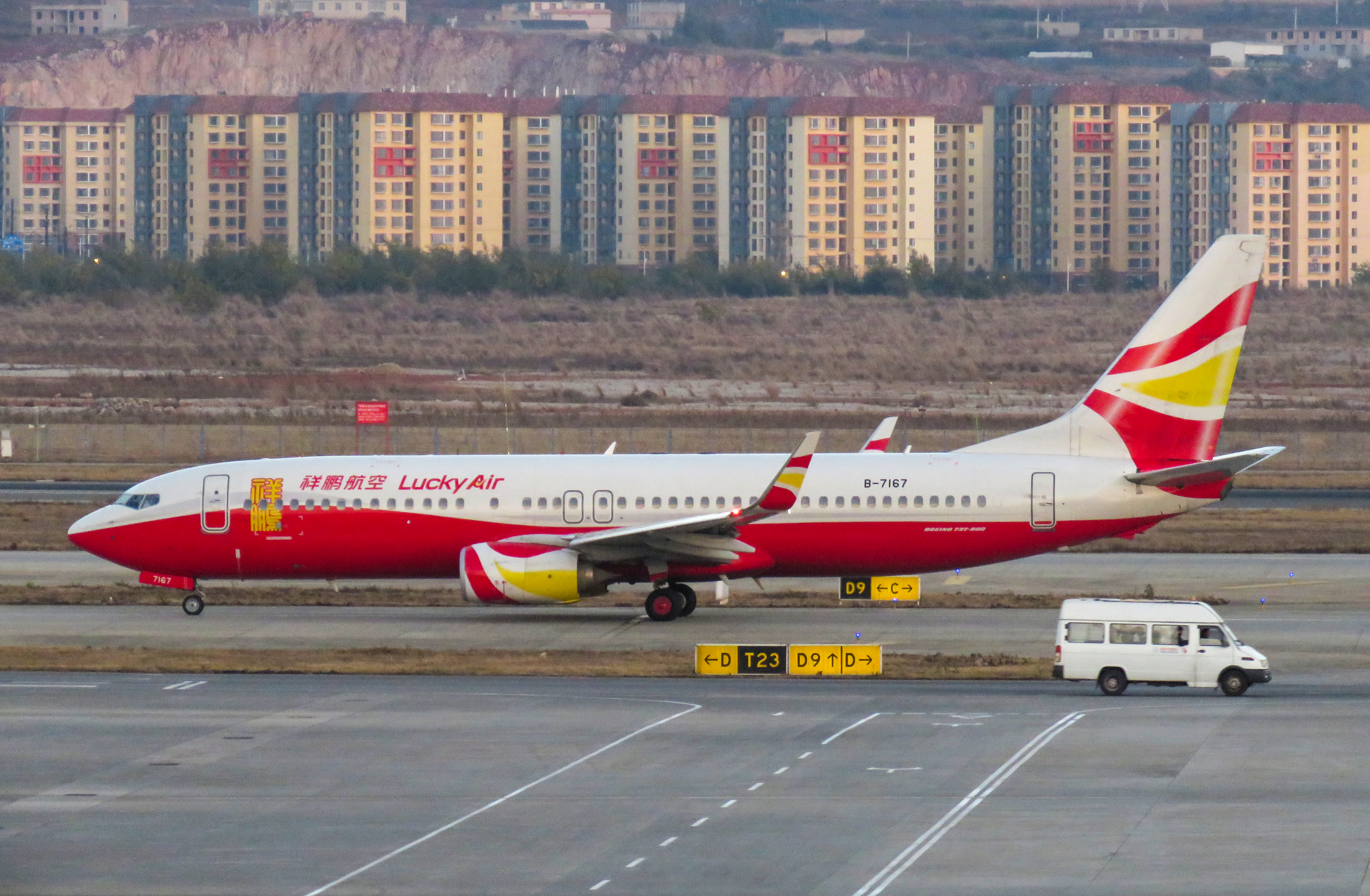
祥鹏航空的波音737客机飞往曼谷

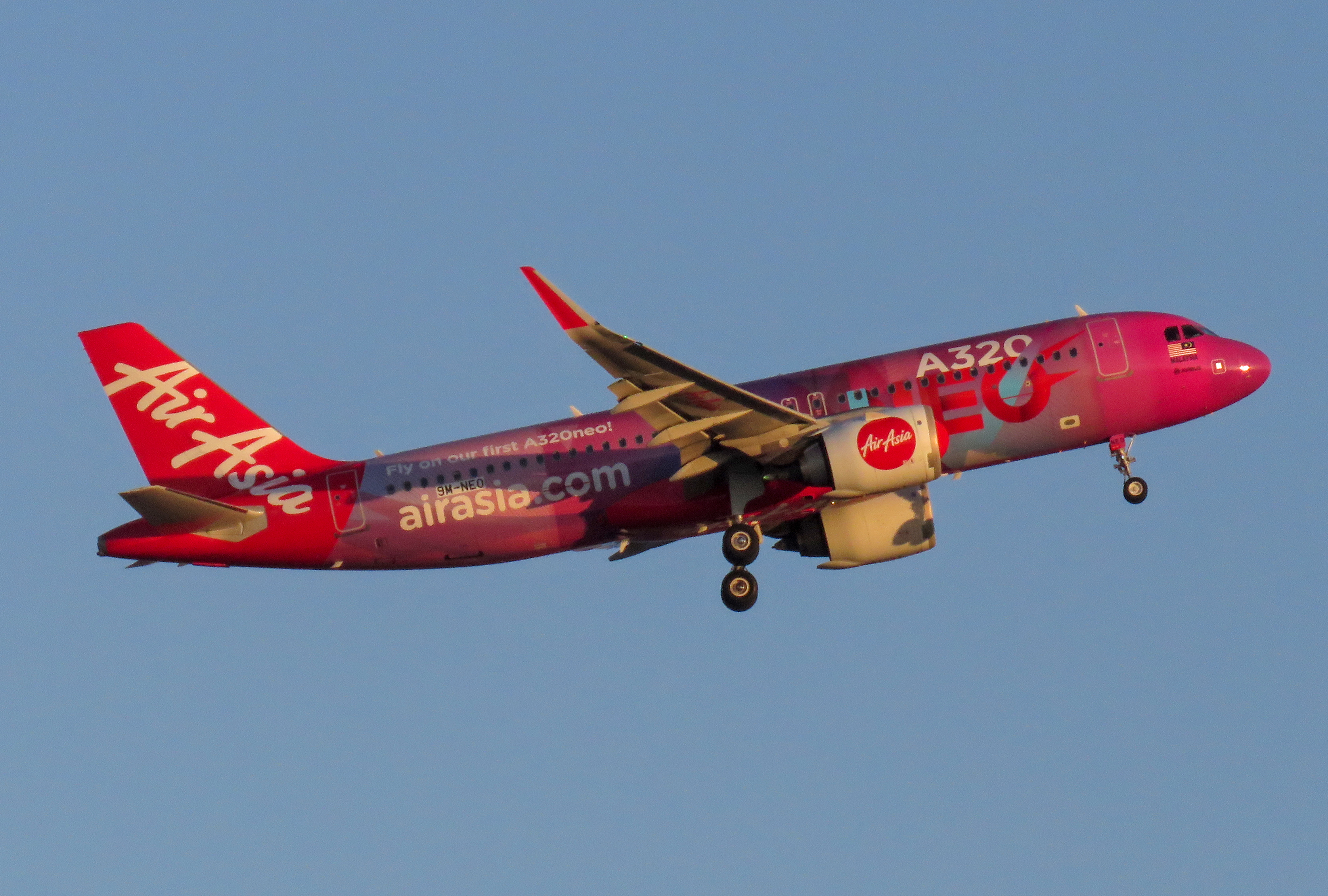
亚洲航空的空中客车A320neo型客机飞往吉隆坡

| 航空公司         | 目的地 |
| ---------------- | --- |
| 中国东方航空     | 港澳台：香港 東南亞：曼谷/素万那普、清迈、普吉岛、胡志明市、金边、暹粒、万象、琅勃拉邦、仰光、曼德勒、新加坡、吉隆坡 東北亞：东京/成田、大阪/關西（經上海/浦東） 南亞：科伦坡、达卡 西亞：迪拜 |
| 祥鹏航空         | 曼谷/素万那普、清迈、万象、美娜多 |
| 昆明航空         | 曼谷/素万那普、普吉岛、胡志明市 |
| 瑞丽航空         | 芽庄、清迈 |
| 四川航空         | 万象 |
| 大韩航空         | 首尔/仁川 |
| 越南航空         | 胡志明市 |
| 老挝航空         | 万象 |
| 泰国亚洲航空     | 曼谷/廊曼 |
| 泰国国际航空     | 曼谷/素万那普 |
| 亚洲航空         | 吉隆坡、亚庇 |
| 马来西亚峇迪航空 | 吉隆坡/國際、吉隆坡/梳邦（2025年9月2日開辦）、檳城、新山（包機） |
| 酷航             | 新加坡 |
| 印尼峇迪航空     | 雅加達（季節性） |
| 連城航空         | 巴淡島（季節性）、美娜多 |
| 缅甸国家航空     | 仰光 |
| 菲律宾皇家航空   | 薄荷岛 |
| 喜馬拉雅航空     | 加德滿都 |

### 货运航点
| 航空公司 | 目的地 |
| -------- | ------ |
| 圆通航空 | 卡拉奇 |

## 144小时(次日零时起六天)过境免签
2019年1月1日起，昆明长水国际机场口岸正式实施144小时过境免签政策。全球共51个国家的公民，持本人有效国际旅行证件，以及144小时内已确定日期及座位、由昆明长水国际机场出境前往第三国(地区)的联程机票，可以于机场口岸申请144小时过境免签。获准过境免签的外国人士，自入境的次日零时起，可在昆明市行政区域停留最多144小时。
适用144小时过境免签的国家如下：
- 欧洲申根签证协议国家（24个）： 奥地利、 比利时、 捷克、 丹麦、 爱沙尼亚、 芬兰、 法國、 德国、 希腊、 匈牙利、 冰島、 義大利、 拉脫維亞、 立陶宛、 盧森堡、 馬爾他、 荷蘭、 波蘭、 葡萄牙、 斯洛伐克、 斯洛維尼亞、 西班牙、 瑞典、 瑞士。
- 欧洲其他国家（13个）： 俄羅斯、 英国、 愛爾蘭、 賽普勒斯、 保加利亚、 羅馬尼亞、 乌克兰、 塞爾維亞、 、 、 蒙特內哥羅、 阿尔巴尼亚、 北馬其頓。
- 美洲国家（6个）： 美国、 加拿大、 巴西、 墨西哥、 阿根廷、 智利。
- 大洋洲国家（2个）： 、 新西兰。
- 亚洲国家（6个）： 、 日本、 新加坡、 、 阿联酋、 。

## 配套交通

### 快速轨道交通

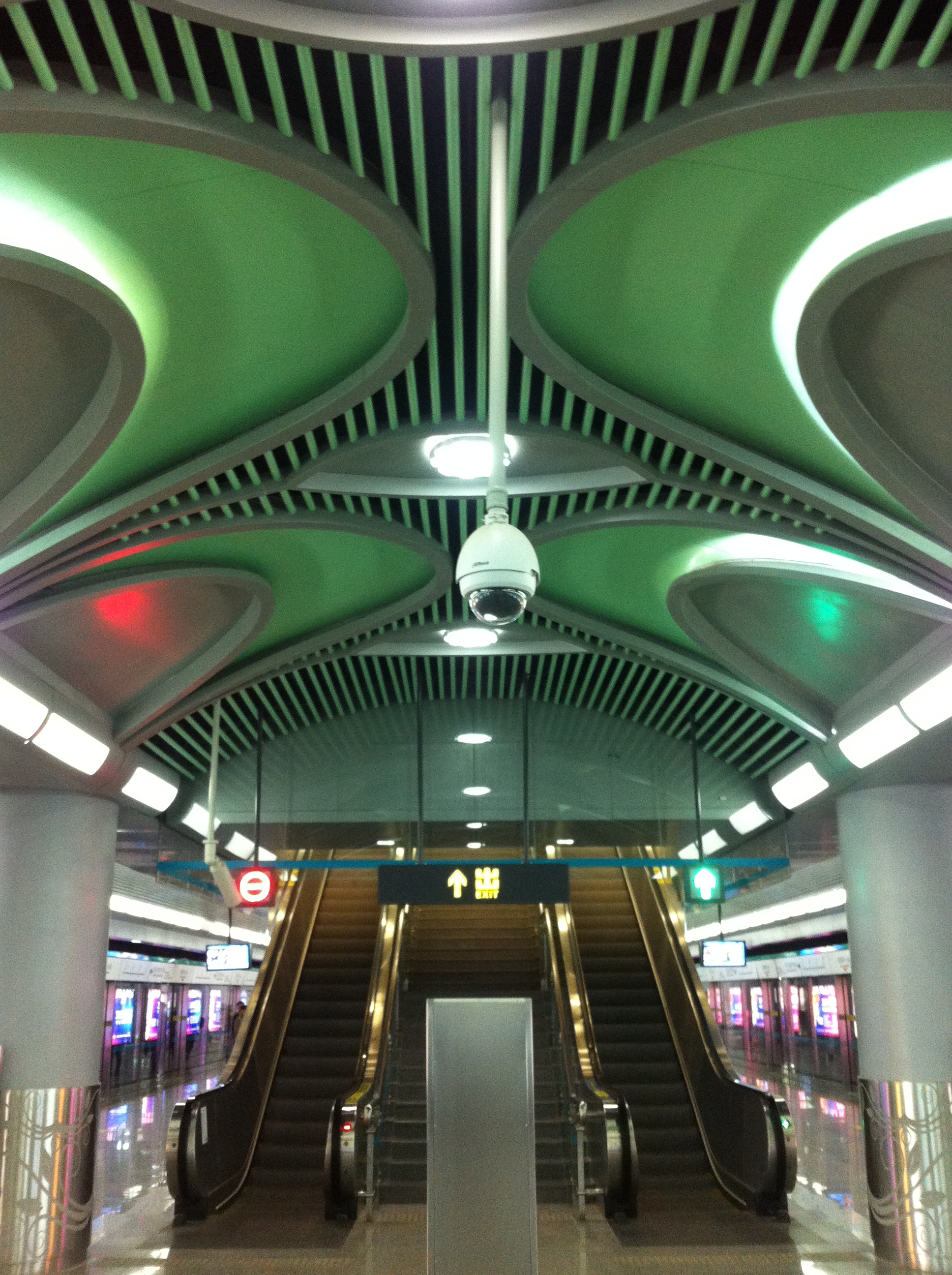
机场中心站站台

昆明轨道交通6号线于2012年6月28日同昆明长水国际机场同步开通运营。首末班时间为每天7:00至19:05，发车间隔时间约25分钟，单程运行时间23分钟，单程票价5元。市区的菊花村公交车场有免费的接驳车，可以到达东部汽车站，时长大概需要半小时。昆明轨道交通6号线一期工程连接昆明市区东部的东部汽车站至长水机场航站楼地下的机场中心站，站厅位于航站楼B2层。6号线一期工程线路全长18.018公里，其中地下段长7.76公里，高架段长7.633公里。全线设站4座，其中高架车站3，地下车站1座。其中大板桥站与机场前站於2017年6月28日正式开通。一期工程于2010年3月开工建设，于2012年2月6日开始空载试运行。东部汽车站至塘子巷的6号线二期工程于2020年9月23日开通。

### 空港快线

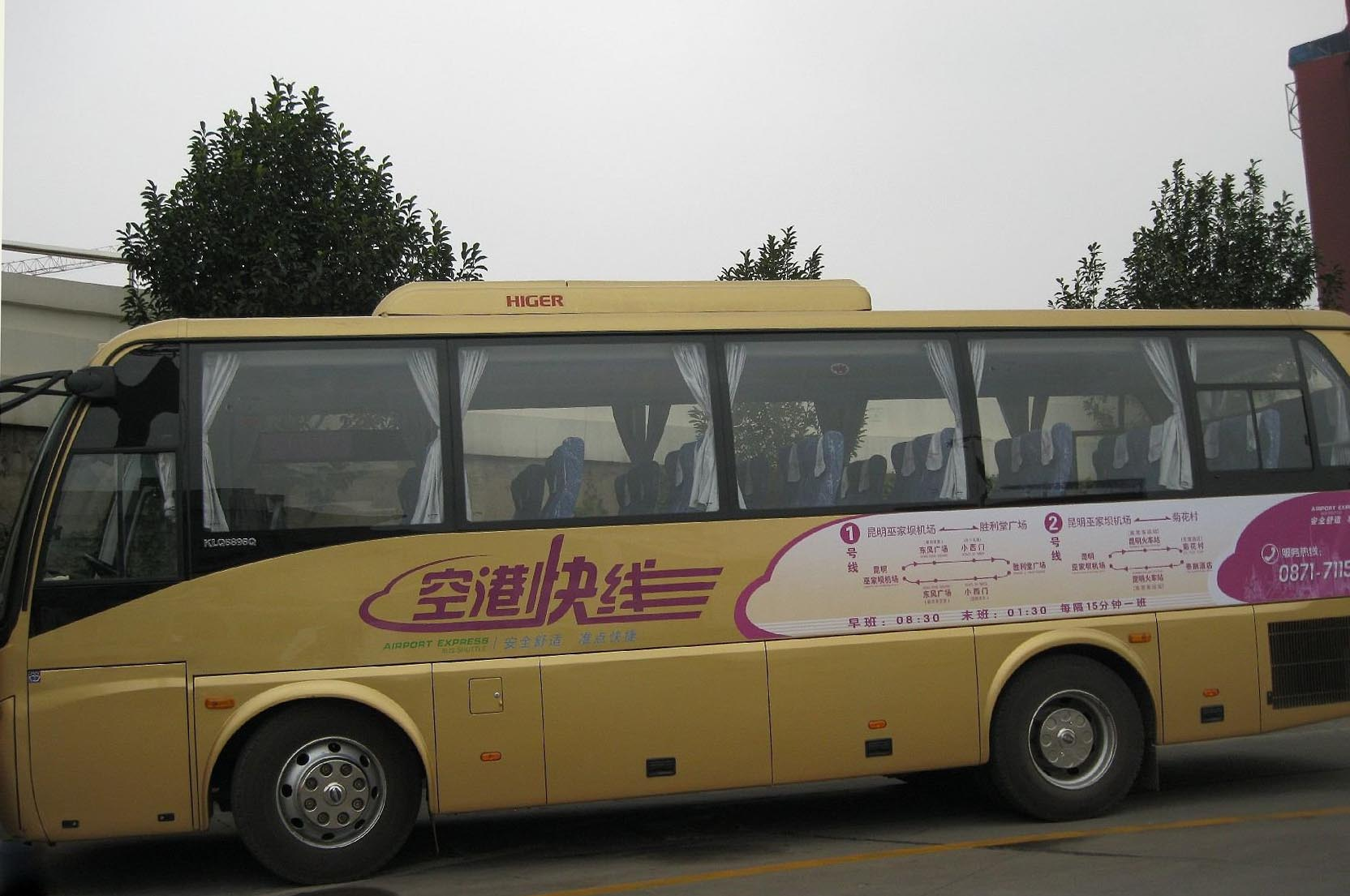
试运营中的空港快线车辆

昆明长水国际机场开通有多条连接市区的“空港快线”机场巴士线路。往机场每天从早上5时发头班车，23时发末班车；往市区从早上8时30分发头班车，最晚航班结束发末班车，发车间隔20-30分钟，全程票价为25元。空港快线于2011年6月28日开通试运营。2013年2月新增4号线。2013年4月2日新增6号线。
| 路线      | 起始站     | 站点 | 运营时间                               | 发车间隔 |
| --------- | ---------- | --- | -------------------------------------- | -------- |
| 空港1号线 | 西驿酒店   | 西驿酒店（小西门）、新迎小区（回程加停东部汽车站、昆明雄业大酒店）                                            | 去程：05:00-23:00 回程：08:30-02:00    | 20分钟   |
| 空港2号线 | 巫家坝机场 | 去程：巫家坝机场-昆明火车站-佳路达酒店-昆明长水国际机场 回程：昆明长水国际机场-泰丽酒店-昆明火车站-巫家坝机场 | 去程：05:00-23:00 回程：08:30-航班结束 | 20分钟   |
| 空港3号线 | 北市区     | 北市区（霖雨路）、北辰财富中心、世博园                                                                        | 去程：08:00-23:00 回程：09:00-22:00    | 30分钟   |
| 空港4号线 | 南亚风情园 | 南亚风情园（豪生大酒店）、南部汽车站（回程加停世纪金源大酒店）                                                | 去程：08:00-17:00 回程：09:00-18:00    | 30分钟   |
| 空港5号线 | 滇池大酒店 | 滇池大酒店、海埂度假区、大商汇（金南亚商务酒店）、航艺酒店                                                    | 09:00-22:00                            | 30分钟   |
| 空港6号线 | 昆明饭店   | 昆明饭店 | 去程：05:00-22:00 回程：09:00-02:00    | 30分钟   |

### 公交

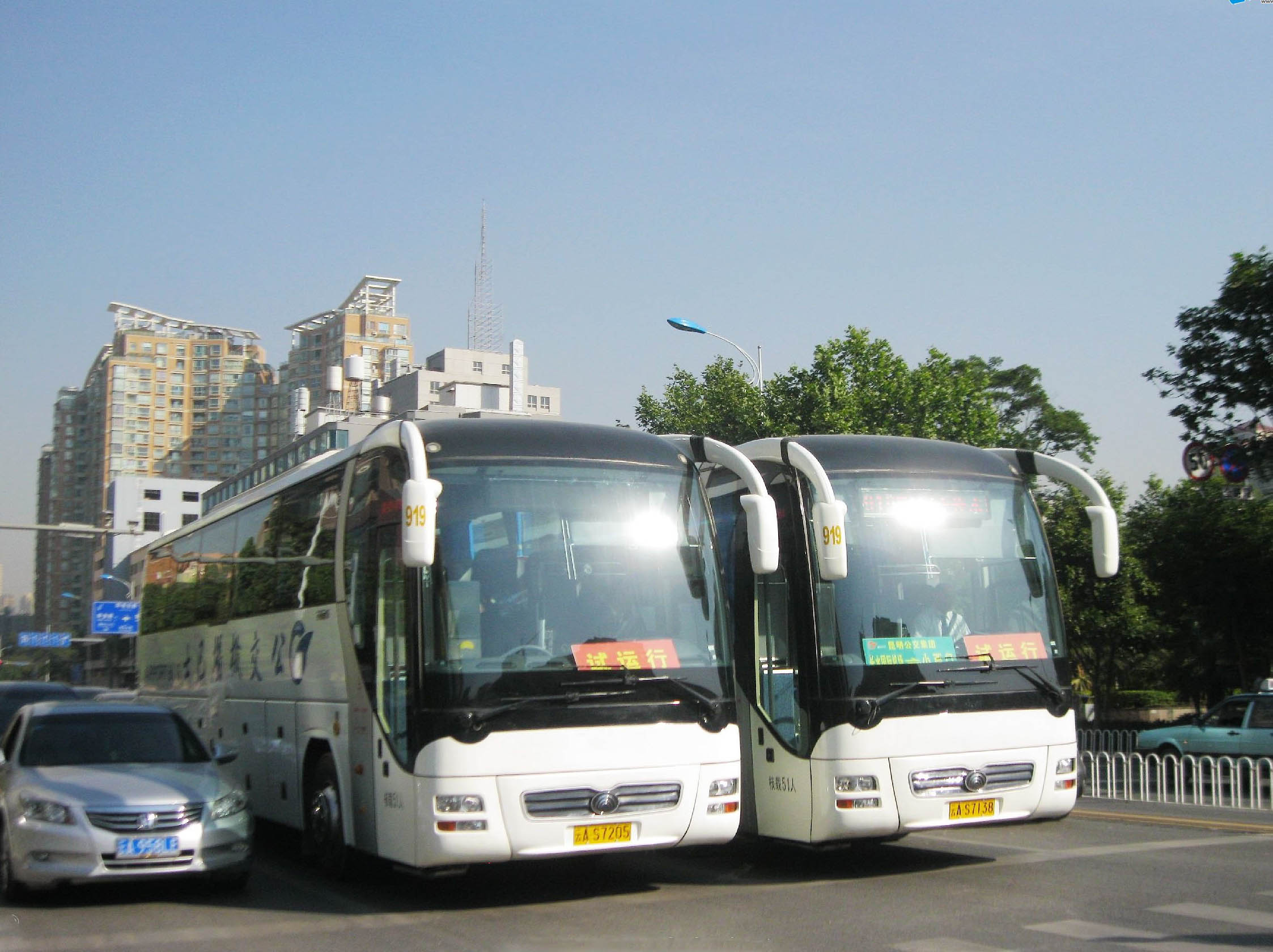
919路公交汽车

新机场建设时期曾有一路公交车来往于东部客运站与新机场之间，为昆明公交二公司运营的903路临时公交，站点：东站-昌宏路口-大板桥镇-大板桥园艺场-戒毒所-女子监狱-新机场南工作区-昆明新机场，共8站，票价3元。
2013年4月10日起，昆明公交集团开通连接长水机场与市区的919路公交汽车，票价13元。2016年12月28日，昆明公交集团又开通连接长水机场与昆明南站的919K路公交汽车。
| 919路公交路线 | 途经站点 | 首末班车时间 | 发车间隔  |
| ------------- | --- | ------------ | --------- |
| A线           | 海源寺公交车场-理工大学津桥学院-黄土坡立交桥西口-冶金学校-小菜园立交桥-环城北路(去)-火车北站(回)-理工大学新迎校区-东华小区-新迎路口-王大桥-东加油站(去)-地勤楼(去)-东航货运(去)-综合交通枢纽站(回)-长水机场航站楼B1层 | 6:30-21:00   | 15~20分钟 |
| A1线          | 西北部客运站-普吉路口-冶金学校-小菜园立交桥-环城北路(去)-火车北站(回)-理工大学新迎校区-东华小区-新迎路口-王大桥-东加油站(去)-地勤楼(去)-东航货运(去)-综合交通枢纽站(回)-长水机场航站楼B1层                            | 7:00-19:00   | 60分钟    |
| B线           | 小西门-小菜园立交桥-环城北路(去)-火车北站(回)-理工大学新迎校区-东华小区-新迎路口-王大桥-东加油站(去)-地勤楼(去)-东航货运(去)-综合交通枢纽站(回)-长水机场航站楼B1层                                                    | 5:00-21:00   | 30~40分钟 |
| B1线          | 西部客运站-张家村-秋苑小区-近华浦路口-潘家湾-艺术剧院-护国桥-昆明实验中学-延安医院-东加油站(去)-地勤楼(去)-东航货运(去)-综合交通枢纽站(回)-长水机场航站楼B1层                                                         | 6:00-19:00   | 30~40分钟 |
| C线           | 昆明火车站-国际会展中心(国贸路)-官渡广场-东加油站(去)-地勤楼(去)-东航货运(去)-综合交通枢纽站(回)-长水机场航站楼B1层                                                                                                   | 5:00-21:00   | 50~60分钟 |
| C1线          | 前兴路大商汇公交枢纽站-云南妇产科医院-双龙桥-双龙商场-和平新村-东站(环城南路)-董家湾东-金马立交桥-东加油站(去)-地勤楼(去)-东航货运(去)-综合交通枢纽站(回)-长水机场航站楼B1层                                          | 5:00-19:00   | 30分钟    |
| D线           | 新螺蛳湾公交枢纽站-商城大道(去)-织布营-子君村(彩云北路)-地勤楼(去)-东航货运(去)-综合交通枢纽站(回)-长水机场航站楼B1层                                                                                                 | 6:00-19:00   | 30~40分钟 |
| E线           | 北市区车场-右营村-小康大道(去)-耀龙康城(回)-霖雨桥东-铂金大道-世博园-地勤楼(去)-东航货运(去)-综合交通枢纽站(回)-长水机场航站楼B1层                                                                                    | 6:00-19:00   | 30~40分钟 |

### 公路

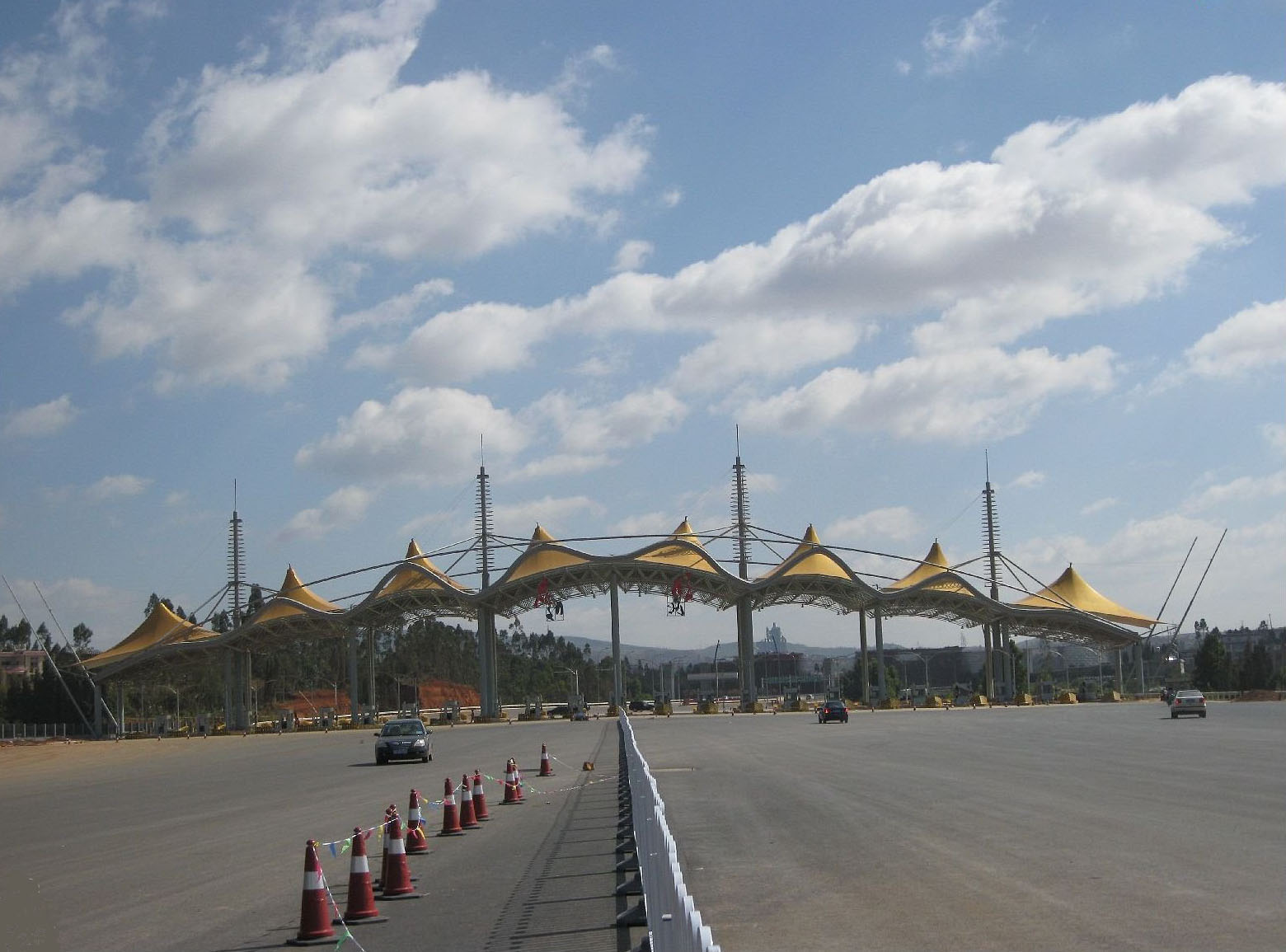
位于机场高速上的收费站

昆明机场高速公路西起昆明东绕城线与东三环虹桥立交连接线相交的两面寺立交，东至昆明长水国际机场，经金马村、瓦角村，跨越沪昆铁路，经过省司法警官职业学院西侧，全长14.779公里，全线按双向8车道高速公路设计，设计车速100公里/小时。机场高速路全线共设置两处枢纽型互通立交桥，即两面寺立交和大板桥立交，主线收费站共设置23个收费岛，24条收费车道。收费广场总长约470米，总宽度约133米。收费标准为：小车每辆单边收费十元。机场高速已实现全线贯通投入使用。进出新机场的公路，除了机场专用高速路外，还可走昆嵩高速路和贵昆、呈黄等城市快速公路。
停车场位于航站楼前，设有停车楼与停车场，停车楼面积9.8万平方米，地面停车场6.2万平方米，共有3800个停车位。其中出租车停车场面积约51760平方米，设计停车位961个、入口4个、出口4个。

## 绿色机场
昆明新机场在建造设计中实践绿色机场的概念。按照中国民航局把昆明新机场建设成为“节约型、环保型、科技型、人性化的绿色机场示范工程”的要求，根据民用机场的功能特征，按照国家《绿色建筑评价标准》星级要求，在绿色昆明新机场建设中着重突出节约、环保、科技和人性化的基本思路。主要体现在：航站楼采用自然通风设计，减少空调耗能；优化的自然采光设计，减少照明耗能；采用幕墙节能设计策略和外遮阳设计；采用新型空调系统，减少能源消耗；积极利用可再生能源等。

## 奖项
- 中国钢结构金奖 —— 中国钢结构行业大会（2011年）[71]
- 国际照明设计师协会大奖 —— 国际照明设计师协会（2013年）[72]
- 鲁班奖 —— 中国建筑业协会（2014年）[73]
- 国家优质工程金质奖 —— 中国施工企业协会（2014年）[74]
- 詹天佑奖 —— 中国土木工程学会（2014年）[75]

## 争议
自启用以来，已由于大雾和冰雪天气造成多次大面积延误，因而有不少对选址的质疑。根据一些当地民众反映，在机场修建以前，该地区就一直是多雾、大风、雷雨集中区域，当地“长水”名称的来源可能与其气候特征有关。一些提出质疑的人士亦建议重新启用昆明巫家坝国际机场。
对此，昆明长水国际机场负责人回应，长水机场的选址是经过国内机场建设、气象方面的专家反复论证的，在选址的时候也清楚长水的气象条件比巫家坝要复杂，但这个机场的规划吞吐量非常大，这个场址符合云南民航长远发展的选择。并且长水机场的气象条件实际上相对好于其他一些全国大型机场。另外，长水机场Ⅱ类盲降系统已正式投入使用。该系统的启用，使长水机场能够在低能见度的条件下保证正常运行，因大雾天气造成大面积延误的情况将得到改观。
另外，在机场启用最初两年时间内，机场高速公路、停车场及候机大厅等曾出现一些问题，引起媒体的关注。但近年来，类似事件报道明显减少。
下面列举了长水机场自修建以来发生的事故以及正式启用以来航班延误的事件：
- 2010年1月3日下午，昆明新机场配套引桥工程在混凝土浇筑施工中发生支架垮塌事故。造成轻伤26人，重伤8人，死亡7人[82]。
- 2011年6月28日7时10分，昆明新机场飞行区货运汽车通道东延长段顶板在混凝土浇筑过程中支撑失稳，发生坍塌，造成11人受伤[83]。
- 2012年8月6日，30名从昆明飞往重庆PN6105航班的旅客因飞机延误冲上机场停机坪及跑道，致使机场部分航班取消或延误。
- 2013年1月3日，机场出现大雾天气，导致440个航班被取消，7500名旅客滞留[84]。机场内一度出现冲突、混乱，多个值机柜台被旅客占领、砸毁[85][86]。
- 2013年11月31日，机场出现大雾天气，超200航班取消，近万名旅客滞留[87]。
- 2013年12月15日，长水机场遭遇低温冰雪天气，由于除冰能力不足，导致航班大面积延误[88]。
- 2013年12月27日至29日，机场出现大雾天气。27日，能见度低至200米，306架次航班取消[89]。28日，共计117个出港、127个进港航班取消[90]。29日，共计86个出港、96个进港航班取消[90] 。
- 2014年12月20日，受大雾影响，截至10时00分，航站楼滞留旅客大约13961人[91]。
- 2015年1月9日，截至21时，共保障航班524架次，其中进港245架次，出港279架次，延误83架次，取消航班23架次[92]。当日晚，达卡经行昆明飞抵北京的MU2036航班上，有乘客因飞机除冰时间较长、机舱内未开空调而擅自开启应急舱门[93]。
- 2015年1月10日，截至17时，共保障航班367架次，延误航班87架次。取消航班共59架次，其中进港30架次，出港29架次，无备降航班[94]。
- 2017年6月18日，東航從巴黎飛往昆明的客機在昆明上空遇到嚴重氣流顛簸，多名旅客受傷，其中四名重傷[95]。
- 2017年12月20日，埃塞俄比亚航空409号班机的一架波音777-300ER在执飞亚的斯亚贝巴-广州航线时，一名乘客突发心脏病，飞机紧急降落昆明长水国际机场，最终该乘客抢救无效逝世。

## 统计
请参阅源Wikidata查询.